# Battaglia delle Alpi Occidentali
La battaglia delle Alpi Occidentali (in francese Bataille des Alpes) avvenne sul confine fra il Regno d'Italia e la Repubblica francese tra il 10 e il 25 giugno 1940, durante la seconda guerra mondiale. All'entrata in guerra dell'Italia fascista a fianco della Germania nazista e la dichiarazione di guerra a Francia e Regno Unito non corrispose un piano preordinato: il Regio Esercito, ammassato lungo la frontiera, intraprese disordinate azioni offensive che furono efficacemente contrastate dall'esercito francese, trincerato sulle posizioni difensive della Linea Maginot alpina. Solo la sconfitta dell'Armée française per opera dell'esercito tedesco mascherò in parte la notevole impreparazione militare italiana; il governo di Philippe Pétain sottoscrisse il secondo armistizio di Compiègne il 22 giugno, nel quale la Germania impose alla Francia di arrendersi entro pochi giorni anche all'Italia, nonostante sul campo di battaglia si stesse delineando l'effettivo fallimento tattico-strategico delle forze armate italiane e una sostanziale vittoria difensiva francese. L'armistizio di Villa Incisa, nei pressi di Roma, firmato il 24 giugno ed entrato in vigore il giorno successivo, sancì l'annessione di alcune porzioni di territorio francese all'Italia, la creazione di una zona demilitarizzata lungo il confine e l'inizio dell'occupazione italiana della Francia meridionale.
L'aggressione italiana fu percepita come una «pugnalata alla schiena» a una nazione ormai allo stremo, oltre che un atto moralmente dubbio, dato che la dichiarazione di guerra avvenne in contemporanea con le fasi finali della campagna di Francia, quando ormai le sorti della Repubblica francese erano segnate di fronte all'avanzata inarrestabile della Wehrmacht. Oltre a essere stati alleati durante la prima guerra mondiale, i due Paesi avevano una fitta rete di relazioni sociali ed economiche, soprattutto nelle zone di confine, che furono sconvolte dalla guerra. La battaglia delle Alpi dunque ruppe definitivamente queste relazioni, facendo nascere il risentimento delle popolazioni francesi che si sentirono tradite dall'attacco italiano.

## Contesto storico
Con lo scoppio del conflitto, la dichiarazione di guerra di Regno Unito e Francia alla Germania nazista e la fine della campagna di Polonia, fra il novembre del 1939 e il marzo del 1940 caddero definitivamente anche le ultime speranze di pace in Europa. In quei mesi di stasi operativa sul fronte occidentale, definiti dalla storiografia come "strana guerra", le forze armate tedesche occuparono in aprile prima la Danimarca e successivamente la Norvegia, assicurandosi una via sicura per l'importazione di metallo svedese e anticipando così i piani anglo-francesi tesi a impedirlo. La campagna nel nord rientrava nel piano strategico tedesco per la conquista dell'occidente: protetta alle spalle dalla conquista della Polonia e della Cecoslovacchia, nonché dal trattato di non aggressione con l'Unione Sovietica, e coperta sul fianco meridionale dal patto d'Acciaio con l'Italia, occupando la Norvegia la Germania allontanò anche lo spauracchio del blocco navale britannico e iniziò i preparativi per l'attacco risolutore a occidente. L'attacco alla Francia ebbe inizio il 10 maggio 1940, cogliendo di sorpresa anche l'alleato italiano: Benito Mussolini, come accadde per l'invasione della Polonia, non venne informato dei preparativi di guerra e ricevette la notizia solo alle 05:00 di quello stesso 10 maggio dall'ambasciatore tedesco a Roma Hans Georg von Mackensen. La notizia dell'inizio dell'offensiva non fece piacere al Duce, anche se a von Mackensen disse che «approvava toto corde l'azione di Hitler», dopodiché inviò a Berlino un messaggio dai toni vaghi che il conte Galeazzo Ciano definì «caldo ma non impegnativo», ma che nei fatti era un passo importante verso la via dell'impegno bellico.
Nell'agosto del 1939 Mussolini fu messo di fronte alla scelta di scendere o meno in campo a fianco di Adolf Hitler, ma, conscio dell'impreparazione dell'esercito e dell'industria italiana, optò per l'ambigua posizione di «non belligeranza» che mantenne fino al giugno del 1940. Taciuta all'opinione pubblica, l'ammissione di Mussolini circa il fatto che l'Italia non fosse in grado di sostenere una guerra europea costituiva un fallimento di quella politica di potenza condotta negli anni precedenti ben al di sopra delle reali capacità del Paese. D'altro canto egli stesso sapeva che l'Italia non poteva «rimanere neutrale per tutta la durata della guerra, senza dimissionare dal suo ruolo, senza squalificarsi, senza ridursi al livello di una Svizzera moltiplicata per dieci»; restava la speranza di poter condurre una «guerra parallela» che avrebbe consentito all'Italia fascista di raccogliere qualche guadagno territoriale senza perdere la faccia. La notizia dell'offensiva tedesca fece rimanere gli italiani col fiato sospeso, tutti più o meno consapevoli che da essa dipendevano le sorti dell'Europa e dell'Italia in primo luogo, e causò in Mussolini una serie di reazioni contrastanti che, «con gli alti e bassi tipici del suo carattere», continuarono ad accavallarsi rendendolo incapace di prendere una decisione che sentiva inevitabile, ma alla quale, tutto sommato, cercava di sottrarsi. Contemporaneamente la diplomazia europea si impegnò per evitare che Mussolini scendesse in campo: per impreparata che fosse l'Italia, il suo apporto avrebbe potuto essere decisivo per piegare la resistenza francese e avrebbe potuto creare grosse difficoltà anche al Regno Unito. Il 14 maggio, su insistenza francese, Franklin Delano Roosevelt indirizzò a Mussolini un messaggio dai toni concilianti per dissuadere il dittatore italiano dall'entrare in guerra, e due giorni dopo anche Winston Churchill seguì l'esempio del presidente americano, ma con un messaggio dai toni meno concilianti e più intransigente, in cui avvertiva che i britannici non avrebbero desistito dalla lotta, qualunque fosse stato l'esito della battaglia sul continente.

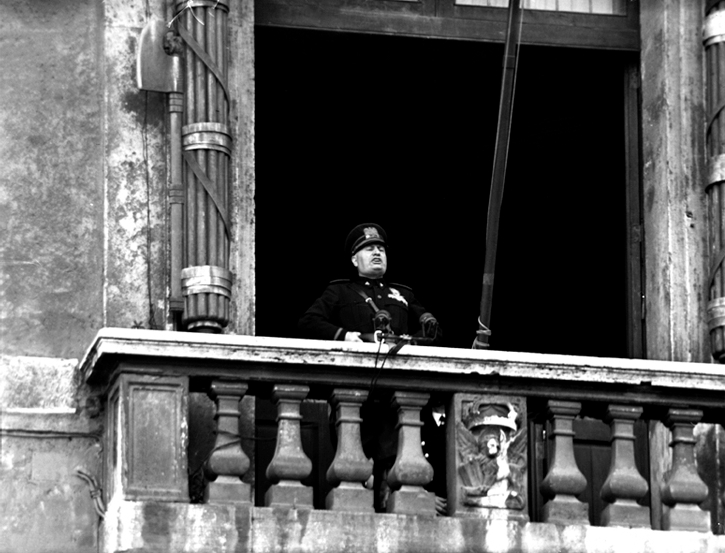
Mussolini dal balcone di Palazzo Venezia mentre annuncia la dichiarazione di guerra

Le risposte di Mussolini a entrambi i messaggi confermarono che il Duce voleva rimanere fedele alla scelta fatta con l'alleanza con la Germania e agli obblighi d'onore che essa comportava. Privatamente però non aveva ancora raggiunto la certezza sul da farsi e nemmeno se fosse venuto il momento «giusto» per intervenire. Pur parlando continuamente di guerra con Ciano e con gli altri suoi collaboratori e anche se profondamente colpito dai successi tedeschi, durante le due settimane precedenti l'attacco della Germania a occidente e fino almeno al 27-28 maggio (se si esclude un'improvvisa convocazione dei tre sottosegretari militari la mattina del 10 maggio), non risulta che i colloqui con i responsabili delle forze armate avessero avuto alcun incremento e nulla faceva presagire un immediato intervento. Il crollo della Linea Maginot, la mancata "seconda Marna" e l'evacuazione franco-britannica da Dunkerque convinsero una parte dell'opinione pubblica, ma soprattutto Mussolini, che la Francia e il Regno Unito avessero ormai perso la guerra, e in questo clima particolare nacque il timore di «arrivare tardi», che faceva un tutt'uno con la convinzione che la guerra sarebbe stata brevissima. In quegli ultimi giorni di maggio Mussolini ebbe una decisiva virata verso l'intervento: il 26 ricevette una lettera da Hitler e contemporaneamente un rapporto inviato a Roma dal ministro Dino Alfieri sul suo colloquio con Hermann Göring. Entrambi produssero nel dittatore una forte impressione, tanto che Ciano annotò sul suo diario: «Si propone di scrivere una lettera a Hitler annunciando il suo intervento per la seconda decade di giugno». Il 28 maggio Mussolini comunicò al generale Pietro Badoglio la decisione di intervenire contro la Francia e la mattina successiva si riunirono a Palazzo Venezia i quattro vertici delle forze armate, Badoglio e i tre capi di stato maggiore, il generale Rodolfo Graziani, l'ammiraglio Domenico Cavagnari e il generale Francesco Pricolo della Regia Aeronautica: in mezz'ora tutto fu definitivo. Mussolini trasmise ad Alfieri la sua decisione di entrare in guerra il 5 giugno e il 30 maggio la comunicò ufficialmente a Hitler. Il giorno dopo il Führer rispose di posticipare di qualche giorno l'intervento, ma in un altro messaggio del 2 giugno von Mackensen comunicò a Mussolini che la richiesta di posticipare l'azione era ritirata e, anzi, sarebbe stato gradito un anticipo. Così si giunse al 10 giugno: alle 16:30 Ciano fece convocare a Palazzo Chigi gli ambasciatori francese e britannico, André François-Poncet e Percy Loraine, e comunicò loro la dichiarazione di guerra. Alle 18:00 dal balcone di Palazzo Venezia Mussolini annunciò l'avvenuta dichiarazione di guerra al popolo italiano.

## Terreno

### La frontiera

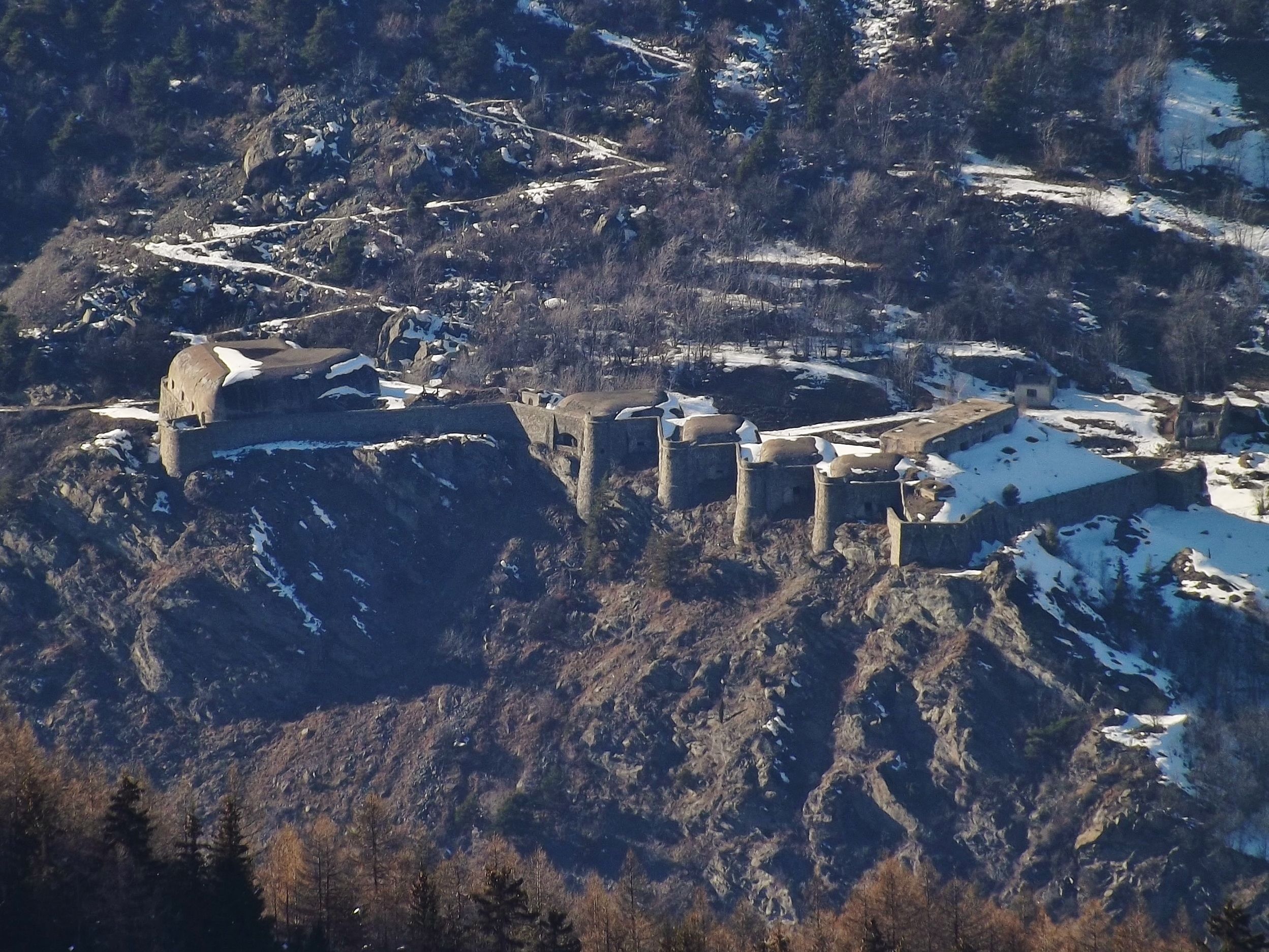
Fort du Replaton a difesa di Modane, settore fortificato della Savoia

Il teatro di guerra tra Italia e Francia sulle Alpi Occidentali si snodava su un'impervia catena montuosa che va dal monte Dolent al Mar Ligure, dominata da massicci come il Bianco, la catena del Rutor e la Grande Sassière, il Rocciamelone-Charbonnel, il monte Thabor, il Gruppo del Monviso, l'Argentera e il Clapier, con pochi colli transitabili: il colle del Piccolo San Bernardo, il colle del Monginevro, quello del Moncenisio, della Maddalena e il colle di Tenda, con un'altitudine media di 2000 m s.l.m. che li rendeva spesso impraticabili per la neve. Le Alpi Occidentali rappresentano dunque una barriera naturale formidabile; l'altitudine media, pur decrescendo da nord a sud verso il mare, si mantiene sempre assai elevata, dai 3 000 metri delle Alpi Graie ai 2 000 metri delle Alpi Marittime, per un totale di 515 chilometri che i due contendenti avevano fortificato con opere militari nei punti strategici.
Con l'unificazione dell'Italia nel 1861 e la cessione alla Francia di Nizza e della Savoia, la costruzione di sistemi fortificati lungo la nuova frontiera subì un'accelerazione su entrambi i versanti, dalla val Roja fino al Moncenisio e al Piccolo San Bernardo. Nel 1885 l'Italia predispose un programma chiamato «piano Ferrero» da Emilio Ferrero, il ministro della Guerra che lo propose, che prevedeva la realizzazione di campi trincerati e numerosi capisaldi difensivi che si appoggiavano reciprocamente, in modo da rallentare eventuali azioni offensive francesi. Negli anni ottanta e novanta del XIX secolo si sviluppò così nella regione alpina un'intensa attività fortificatoria, il cui apice fu rappresentato dall'imponente forte dello Chaberton ma che realizzò opere significative anche sul Moncenisio (con i forti Varisello, Roncia e Malamot), al colle di Tenda, al colle di Nava e al Melogno. Sforzo enorme fu compiuto soprattutto dalla Francia, la quale dopo la sconfitta del 1871 contro la Germania investì enormi risorse nel Sistema Séré de Rivières, un insieme di oltre 450 opere fortificate di cui 90 sul confine alpino. A metà anni ottanta il programma fu pressoché completato, con capisaldi attorno ai punti strategici del confine, formati da piazzeforti attorno alle quali vennero costruiti numerosi forti, ridotte e sbarramenti in alta quota che sfruttavano le caratteristiche morfologiche del terreno.

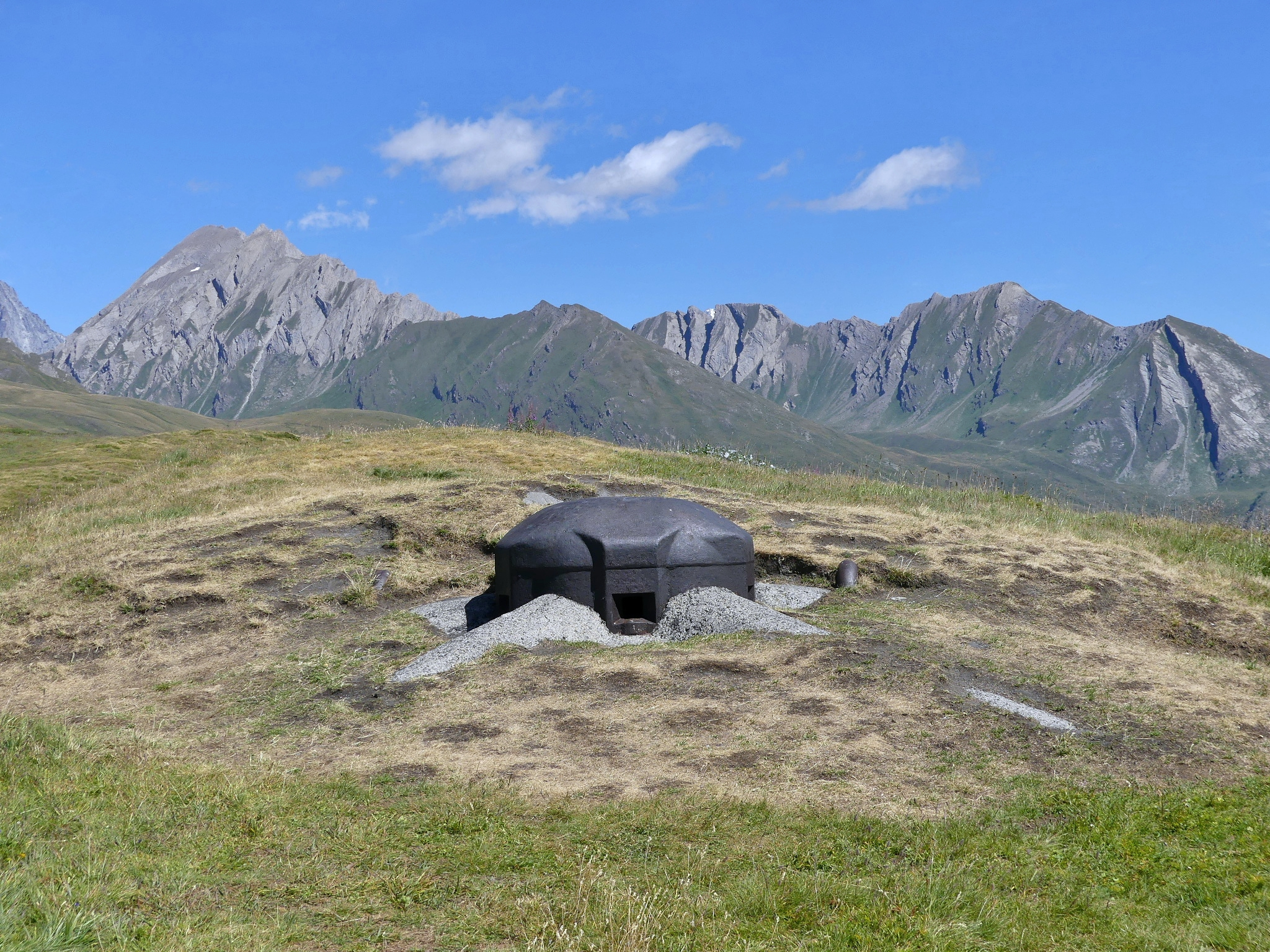
Postazione d'osservazione sul versante italiano del colle del Piccolo San Bernardo

Nel 1885, però, il chimico francese Eugene Turpin brevettò l'uso di acido picrico pressato per cariche esplosive e proiettili d'artiglieria. L'effetto distruttivo dei nuovi proiettili d'artiglieria, unito alle gittate sempre più lunghe dei nuovi cannoni a retrocarica con canna rigata, resero i forti ottocenteschi rapidamente obsoleti. In entrambi i Paesi iniziarono così imponenti lavori di modernizzazione delle strutture fortificate esistenti e la costruzione di nuove strutture in calcestruzzo armato, lavori interrotti dalla prima guerra mondiale e ripresi negli anni venti e trenta del XX secolo.
In ritardo rispetto alla Francia, l'Italia fascista decise nel 1931 la costruzione del Vallo Alpino del Littorio, spinta dall'iniziativa francese che, su impulso del maresciallo Philippe Pétain e del ministro André Maginot, iniziò nel 1928 la costruzione dell'omonima linea. Il progetto iniziale italiano fu molto ambizioso e previde la costruzione di opere lungo tutto l'arco alpino, da Ventimiglia a Fiume, per un totale di 1 851 chilometri suddivisi nel Vallo alpino occidentale al confine con la Francia, nel Vallo alpino orientale al confine con la Jugoslavia e nel Vallo alpino in Alto Adige al confine con l'Austria, più un'operazione di rinforzo delle fortificazioni preesistenti al confine con la Svizzera (la cosiddetta Frontiera Nord). Ma tale progetto si rivelò ben presto al di sopra delle capacità economiche dell'Italia, con conseguenti ritardi e ridimensionamenti; nel 1942 il generale Vittorio Ambrosio stimò che erano state ultimate appena la metà delle opere previste e molte di quelle costruite non erano altro che piccoli capisaldi, spesso isolati e sparsi in modo non omogeneo, incapaci di resistere senza rifornimenti esterni in caso di conflitto.
Da parte francese si puntò soprattutto al rafforzamento del settore alpino compreso tra l'Ubaye e la costa, un settore con vette meno alte e clima più mite, lungo il quale era più probabile aspettarsi un attacco italiano. Al contrario del versante italiano, profondo al massimo 40 chilometri, il versante montuoso francese presenta una profondità di circa 120 chilometri, risultando quindi più facilmente difendibile. Ma la differenza fra i due sistemi di fortificazioni consistette nel fatto che i francesi privilegiarono poderose opere in cemento armato (ouvrages) posizionate nei punti nevralgici e fortemente armate, mentre il Vallo Alpino era formato soprattutto da una miriade di piccole casematte per arma automatica o piccoli pezzi d'artiglieria, nell'affannoso intento di coprire l'intera linea.

### La popolazione civile
L'inizio dello stato di guerra e il repentino spostamento di reparti dell'esercito verso le valli alpine sul confine occidentale sconvolsero pesantemente la popolazione locale, sia perché le popolazioni cuneesi e valdostane avevano continui contatti economici e sociali con le vallate francesi, sia perché culturalmente i due versanti delle Alpi erano stati uniti per secoli nel Ducato di Savoia e nel Regno di Sardegna. Centinaia di migliaia erano gli emigrati italiani in Francia (circa 800 000 nel 1940), soprattutto provenienti dalle vallate alpine, e molte famiglie risultavano in pratica sparpagliate nei due Paesi, il che aumentava le similitudini linguistiche, sociali e culturali lungo il confine. Il conflitto sulle Alpi Occidentali ruppe questo tessuto di relazioni sociali e portò la guerra in un territorio che non la vedeva da oltre cent'anni. Anche se l'espressione «pugnalata alla schiena» entrò nell'uso comune solo nel dopoguerra, serpeggiò fin da subito nella popolazione francese, ma anche in tanti italiani che vivevano in Francia, la sensazione che l'aggressione fosse stata una sorta di «colpo a un uomo morto» e un tradimento a un Paese «amico».
Queste ripercussioni socio-economiche determinarono una prima scollatura tra regime e opinione pubblica. Allo scoppio della guerra sulle Alpi Occidentali l'estate era prossima e la maggior parte dei pastori aveva già portato mandrie e greggi nei pascoli di montagna: sulla realtà della transumanza si abbatté, improvvisa, l'emergenza della «prima linea». Nella zona di frontiera scattarono i piani di sfollamento predisposti in vista del conflitto: prevedevano l'evacuazione degli alpeggi e dei villaggi vicini al fronte e il trasferimento degli abitanti nei centri di assorbimento della pianura, sparsi tra Asti, Alessandria, Vercelli, Savona, Pavia e Genova. Nell'operazione furono coinvolti i centri abitati delle vallate d'accesso ai colli transitabili, undici comuni nel Cuneese nelle valli del Po, per un totale di circa 7 000 persone. La stessa cosa avvenne sul versante francese, dove il comandante, generale René Olry, coinvolse i comuni di montagna e le zone costiere di Mentone e Cap Martin. Si trattò di partenze forzate in condizioni severe, come prevedevano le ordinanze prefettizie: «La popolazione», scrisse il prefetto di Cuneo, «raccolta in colonne, che in corrispondenza delle zone saranno sei, si dovrà trasferire quasi tutta per via ordinaria [cioè a piedi] ai posti di sosta prima e ai posti di tappa poi, donde a mezzo ferrovia si trasferirà nelle province di assorbimento».
Gli Alpini, spesso arruolati su base territoriale, furono i più sensibili a tutto questo e, provenendo dallo stesso ambiente delle popolazioni colpite, s'identificarono senza difficoltà con gli sfollati. La recluta di Peveragno Lorenzo Giuliano Muglieris riferì che: «Il giorno 11 gli abitanti hanno ricevuto l'ordine di sgomberare, e alcuni soldati di fuori hanno svaligiato i pollai. I vitelli da latte li hanno venduti tutti al di sotto di lire 50, i capretti da 6 a 10 lire l'uno. Anche le poche mucche le hanno vendute a bassissimo prezzo, faceva compassione vedere tutta quella gente ad andarsene». I profittatori arrivarono poi anche nei centri di fondovalle dove veniva raccolta la popolazione sfollata e sfruttarono la situazione per acquistare capi e averi personali sottocosto, convincendo i contadini che «dove andate i soldi contanti possono servire di più». Nel dopoguerra, l'alpino e partigiano Nuto Revelli trascrisse nel suo Il mondo dei vinti la testimonianza di un contadino cuneense, che riassume lo sconcerto morale e le ripercussioni economiche che queste persone dovettero sostenere: «La guerra contro la Francia, ma che senso, i fratelli di qua e di là, li fanno combattere uno contro l'altro. Qui a Vinadio era "zona di operazioni", siamo dovuti scappare a Bergemoletto, con le bestie, tutto di corsa, il 9 giugno. Poi è avvenuto un po' di tutto, la guerra è la guerra, venta piela [bisogna prenderla]». Si trattò dunque di un disorientamento di cui i comandi militari erano consapevoli, come emerge da un'altra testimonianza sulla diffidenza degli ufficiali verso i soldati-valligiani abituati all'emigrazione in Francia: «Il mio reparto è la 12ª batteria del 4º Reggimento. Il 10 giugno da Mondovì raggiungiamo Rittana e poi Chiapera nell'alta valle Maira. Giudichiamo la guerra contro la Francia una guerra ingiusta, insensata, una vera e propria tragedia. Non per niente il nostro accampamento è sempre circondato dalle sentinelle, hanno paura che i soldati disertino e scappino in Francia. Se la nostra gente dell'arco alpino nel passato si è sfamata, se è riuscita a sopravvivere, deve dire grazie alla Francia».

## Forze contrapposte

### Le forze armate italiane

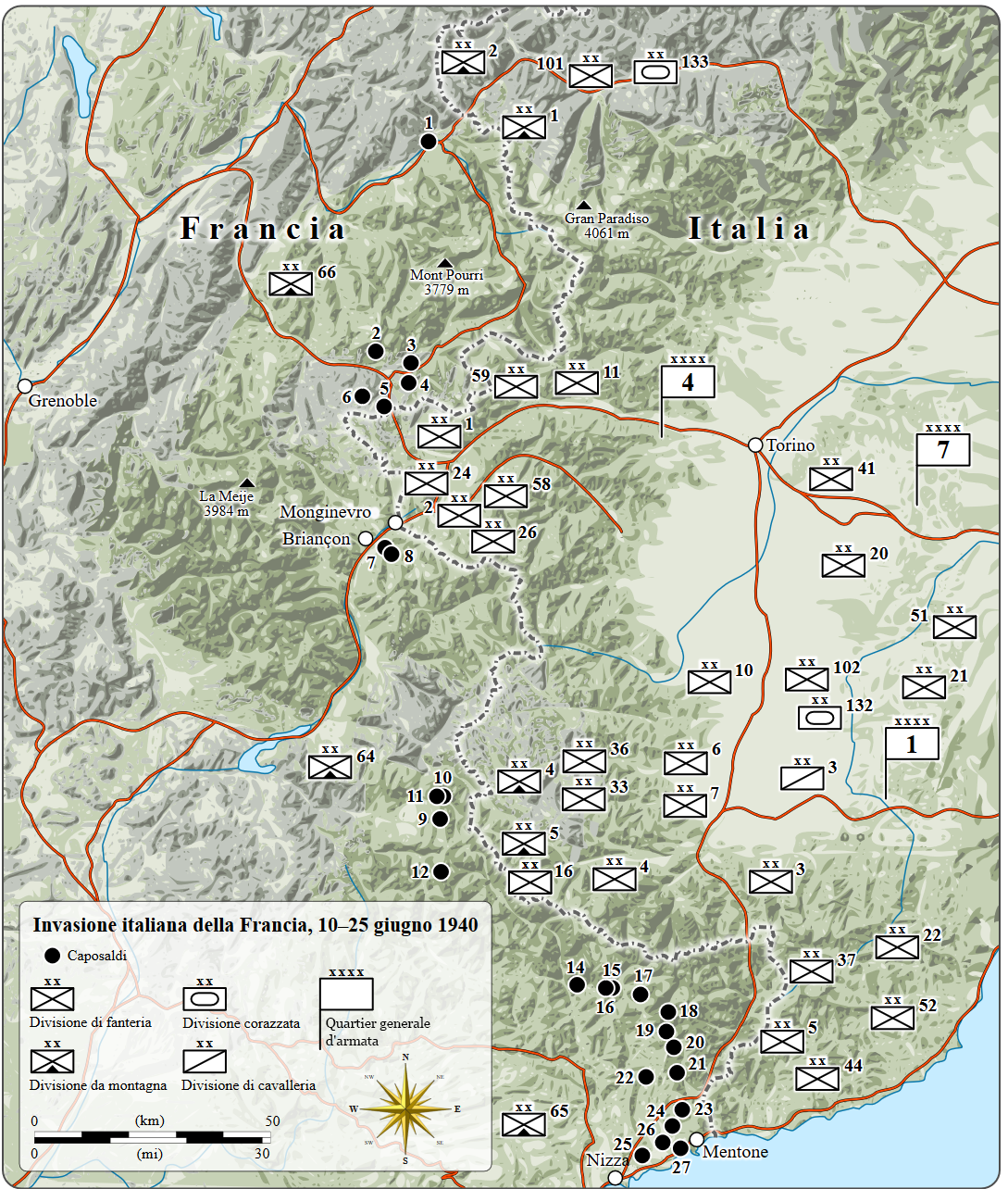
Gli schieramenti contrapposti lungo la frontiera

La prospettiva di una guerra in Europa fu accolta con scarso entusiasmo dai gruppi industriali italiani e da una buona parte degli stessi vertici fascisti, sebbene le più alte personalità del regime e dello Stato, non escluso il sovrano, avessero approvato la linea di condotta tracciata da Mussolini il 31 marzo 1940, che prevedeva di entrare in guerra il più tardi possibile in modo da sfruttare la situazione ed evitare una guerra lunga e insopportabile per il Paese. Le divergenze divennero più importanti quando Mussolini manifestò la propria intenzione di intervenire in anticipo rispetto al termine previsto del 1943, ma nulla poterono le blande opposizioni di Vittorio Emanuele III e di Badoglio motivate dall'impreparazione del Regio Esercito e da un giudizio prudente sulle vittorie tedesche in Francia. Mussolini, al contrario, ritenendo quelle vittorie decisive e prospettandosi ormai prossima la capitolazione delle forze armate francesi, non attribuì importanza all'inadeguatezza delle forze armate; secondo il Duce le vittorie tedesche erano il chiaro presagio dell'imminente fine della guerra, per cui i disastrosi rapporti degli esponenti dell'esercito e le insufficienze economico-industriali non contavano più. I vertici militari riconobbero quindi il fatto che il Paese non era in condizioni di affrontare una guerra e allo stesso tempo non presero posizione dinanzi all'intervento: ribadirono la loro fiducia nel genio di Mussolini e si rimisero alle sue decisioni. Mancò un comando unico e autorevole delle forze armate che avesse un'effettiva autorità nei confronti del Duce, il quale non aveva mai voluto che un simile vertice si costituisse facendo così rimanere le tre forze armate autonome e rivali, senza una strategia comune che desse loro maggior peso.
In caso di guerra i preparativi vennero delineati nel piano P.R.12, messo a punto dallo stato maggiore dell'esercito nel febbraio del 1940, che prevedeva una condotta strettamente difensiva sulle Alpi Occidentali ed eventuali offensive da iniziare solo in «condizioni favorevoli» in Jugoslavia, Egitto, Gibuti e Somalia britannica. Si trattava di indicazioni di massima per la dislocazione delle forze disponibili, non di piani operativi, per i quali veniva data libertà d'improvvisazione al Duce. Mancavano una strategia complessiva, obiettivi concreti e un'organizzazione della guerra e tutto ciò fu evidente fin da subito, quando poco prima della dichiarazione di guerra lo stato maggiore generale diramò, il 7 giugno, l'ordine 28op.: «A conferma di quanto comunicato nella riunione dei capi di stato maggiore tenuta il giorno 5 [giugno] ripeto che l'idea precisa del duce è la seguente: tenere contegno assolutamente difensivo verso la Francia sia in terra che in aria. In mare: se si incontrano forze francesi miste a forze inglesi, si considerino tutte forze nemiche da attaccare; se si incontrano solo forze francesi, prendere norma dal loro contegno e non essere i primi ad attaccare, a meno che ciò ponga in condizioni sfavorevoli». In base a quest'ordine l'aeronautica ordinò di non effettuare alcuna azione offensiva, ma solo di compiere ricognizioni aeree mantenendosi in territorio nazionale, e altrettanto fecero l'esercito e la marina, la quale del resto non aveva alcuna intenzione di uscire dalle acque nazionali salvo per il controllo dello stretto di Sicilia, ma senza garantire le comunicazioni con la Libia.

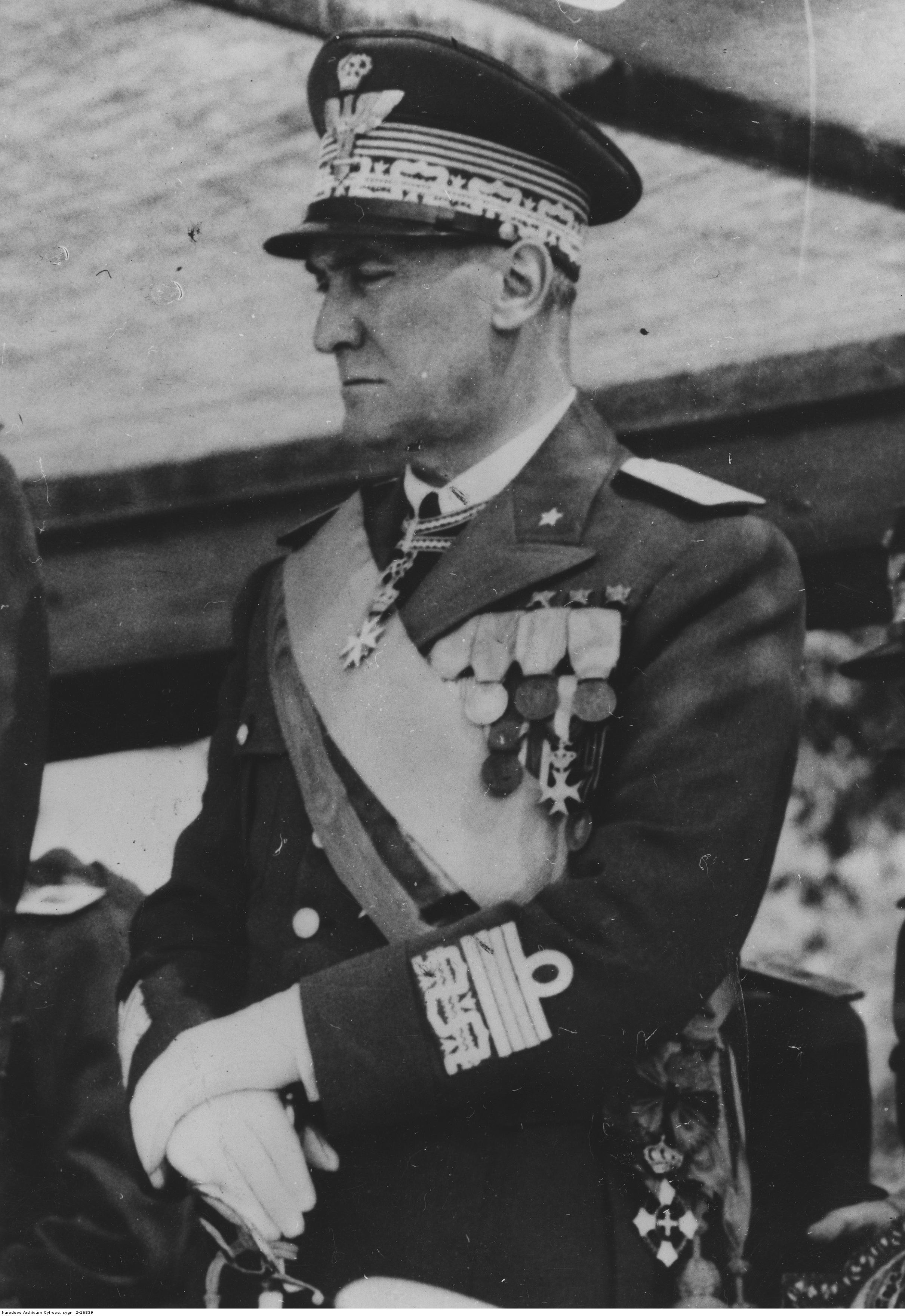
Il maresciallo Rodolfo Graziani nel 1940

Tutti i piani dell'esercito italiano, dall'Ottocento al 1940, prevedevano per un'ipotetica guerra contro la Francia un atteggiamento difensivo sulle Alpi, cercando eventuali sbocchi offensivi sul Reno in appoggio ai tedeschi o nel mar Mediterraneo. Ma nel giugno del 1940 si delinearono subito le deficienze della guerra fascista a cominciare dall'impostazione strategica: con le brillanti vittorie tedesche a nord era inutile e impraticabile un attacco italiano lungo il Reno, mentre sul mare la flotta italiana, nonostante il promemoria di Mussolini del 31 marzo prevedesse una «offensiva su tutta la linea nel Mediterraneo e fuori», non accennò alcuna mossa offensiva. Vennero così concentrate lungo il confine la 1ª Armata comandata dal generale Pietro Pintor, schierata dal mare fino al monte Granero, e la 4ª Armata del generale Alfredo Guzzoni fino al monte Dolent. Assieme costituivano il Gruppo d'armate Ovest al comando dell'inesperto principe Umberto di Savoia, mentre l'alto comando delle operazioni venne affidato al generale Rodolfo Graziani, un ufficiale esperto di guerre coloniali contro nemici inferiori per uomini e mezzi, che non aveva mai avuto un comando su un fronte europeo e che non aveva nessuna familiarità con la frontiera occidentale. Un totale di 22 divisioni per circa 300 000 uomini e 3 000 cannoni, con grossi concentramenti di forze di riserva nella Pianura Padana senza precise disposizioni strategiche: «L'Italia entrava in guerra senza essere attaccata, né sapere dove attaccare, addensava le truppe alla frontiera francese perché non aveva altri obiettivi».
Le truppe italiane schierate al confine risultavano impreparate sotto ogni aspetto: la stragrande maggioranza non era motivata da alcun odio contro il nemico, non era addestrata a impieghi specifici come l'assalto a opere fortificate o l'aviotrasporto, i serventi delle batterie dei forti non avevano ricevuto le relative tavole di tiro e le artiglierie erano state piazzate in posizione arretrata, potendo battere soltanto il versante italiano per fermare ipotetiche penetrazioni nemiche: ci vollero diverse settimane per schierarle in posizioni avanzate. All'inizio delle ostilità moltissime unità vennero messe in campo senza essere al completo, in un ambiente a cui la gran parte dei reparti non era abituata. Il comando militare conosceva molto bene la situazione e sapeva che solo un terzo degli uomini era pronto a combattere ai primi di giugno, nonostante la mancanza cronica di mezzi motorizzati, indumenti adatti al clima montano e in alcuni casi di pali per i reticolati, telefoni da campo, forni per il pane e scarponi chiodati. A riscontro di ciò esiste l'annotazione del ministro Giuseppe Bottai, in quei giorni tra i richiamati e schierato in Val Nervia, il quale scrisse: «Non è la penuria di grandi mezzi che colpisce, ma una incuria più minuta e desolante, da ogni parte si ricorre agli espedienti di ogni giorno, ai mezzucci, ai ripieghi e alle bugie».

### Le forze armate francesi

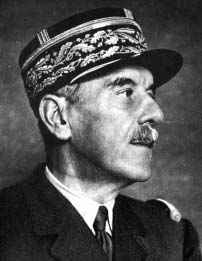
Il generale comandante dell'Armée des Alpes, René Olry

Nel settembre del 1939 la 6ª Armata francese dislocata dal monte Bianco al mare contava undici divisioni (di cui sei da montagna), più le truppe per la difesa della frontiera, reparti mobili e guarnigioni delle fortificazioni; in tutto 500 000 uomini, molto più del necessario per la difesa di una frontiera ben fortificata. Il fronte principale per la Francia era ovviamente quello del Reno, ma l'esercito francese non aveva rinunciato a preparare dei piani per un eventuale contrattacco verso l'Italia: per esempio, nell'agosto del 1938 il generale Maurice Gamelin aveva chiesto al generale Gaston Billotte, comandante del teatro di operazioni Sud-est (da cui dipendeva la 6ª Armata) di mettere a punto un'offensiva d'insieme sul fronte delle Alpi («une offensive d'ensemble sur le front des Alpes»). I preparativi e lo studio dei piani erano continuati fino al settembre del 1939, quando tutte le truppe mobili vennero portate a nord per contrastare la Germania.
Agli occhi del mondo l'intervento italiano contro la Francia ebbe un significato infamante, visto che a quella data l'esercito francese era in pratica già sconfitto e il suo comandante supremo, il generale Maxime Weygand, aveva già impartito ai comandanti delle forze superstiti l'ordine di ritirarsi per «salvare il maggior numero possibile di unità». Sul fronte alpino lo schieramento francese si trovava ormai completamente deteriorato a causa del progressivo invio di numerose forze a nord contro le armate tedesche: all'apertura delle ostilità con la Germania l'Armée des Alpes del generale René Olry poteva contare su tre corpi d'armata (14º, 15º e 16º) con undici divisioni, ma in febbraio schierava 300 000 uomini e il 10 maggio, quando gli furono tolte le ultime riserve, diminuì ulteriormente a 176 000 uomini. Il 10 giugno gli uomini di prima linea erano all'incirca 85 000 e altri 30 000 erano stati raccolti grazie alla levée en masse ordinata da Olry e schierati nei pressi di Lione: in pratica erano però tagliati fuori sia a causa del mancato addestramento sia per l'assenza di armamenti. C'erano anche 70-80 000 anziani riservisti, tuttavia in gran parte disarmati e mai impiegati in azioni di guerra, dunque inservibili. La Francia era a pezzi e il governo di Pétain aspettava soltanto l'armistizio; il generale Olry era comunque al comando di un'armata che, pur indebolita, era fortemente motivata nonostante avesse i tedeschi praticamente alle spalle, capace di difendere la prima linea, ma senza riserve per tamponare eventuali sfondamenti nemici.
Di fronte alla 4ª Armata italiana, alla vigilia dell'attacco, Olry poteva schierare solo il 14º Corpo d'armata del generale Etienne Beynet con la 66ª e la 64ª Divisione di fanteria (generali Boucher e de Saint-Vincent) e dei settori fortificati della Savoia e del Delfinato (colonnello de la Baume e generale Cyvoct). Sulla destra i francesi, di fronte alla 1ª Armata, avevano il 15º Corpo d'armata del generale Alfred Montagne con la 65ª Divisione del generale de Saint-Julien e le truppe del settore fortificato delle Alpi Marittime (generale Magnien). In tutto tre divisioni schierate nei settori fortificati della Savoia, del Delfinato e delle Alpi Marittime. Una brigata spahi (truppe coloniali algerine e marocchine), tre battaglioni di alpini da fortezza nel settore difensivo del Rodano e settanta plotoni di esploratori-sciatori altamente addestrati completavano lo schieramento.
I servizi segreti italiani stimarono con buona precisione la consistenza delle forze francesi schierate sulle Alpi; quello che i comandi italiani non tennero in considerazione era però il morale delle truppe nemiche: i francesi erano ben lontani dall'essere rassegnati alla sconfitta. L'isolamento nelle fortificazioni di montagna rendeva questo fronte «fuori dal mondo» e questo, assieme allo sdegno per l'attacco italiano, giocò un ruolo fondamentale per il morale francese. Inoltre i francesi potevano contare su di un sistema di fortificazioni lungo tutto il confine molto solido, profondo 120 chilometri e articolato su tre linee: la prima di avamposti leggeri, la seconda di resistenza, la terza di posizioni arretrate, tanto che lo stato maggiore italiano non ritenne opportuno rendere nota l'ampiezza delle difese francesi ai comandi operativi per non intaccarne il morale. Nonostante la profonda differenza di effettivi, i francesi potevano contare dunque su un terreno montagnoso che favoriva la difesa e su un sistema di difese fortificate che correva lungo tutto il fronte e che bloccava efficacemente i pochi punti contro cui gli italiani potevano trovare sbocchi.

## Svolgimento delle operazioni
(Carl von Clausewitz)

### Le prime azioni

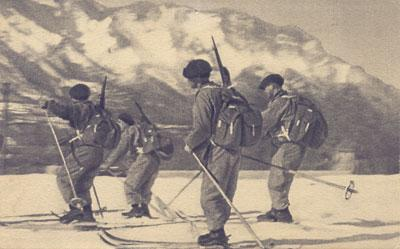
Chasseurs francesi sciatori

In ottemperanza agli ordini diramati dai comandi, durante i primi giorni non venne intrapresa alcuna azione di rilievo oltre la frontiera e le truppe italiane mantennero un atteggiamento difensivo lungo tutto il fronte, facilitate in questo anche dalla pioggia e dal nevischio: di conseguenza nei primi due giorni di guerra non si ebbero che piccole azioni dimostrative compiute dai francesi. La mattina del 13 giugno, per esempio, una Section Éclaireurs Skieurs (SES) tentò di occupare di sorpresa il passo della Galisia alla testa della valle Orco, nel settore presidiato dalla 37ª Compagnia del battaglione alpino "Intra". I francesi partirono dal rifugio Priarond e avanzando su tre colonne, coperti dal buio, arrivarono a poche decine di metri dalle linee italiane prima di essere individuati: gli italiani iniziarono a sparare contro le colonne francesi dall'avamposto del Grand Cocon e dal presidio di Rocce della Losa e, dopo un breve scambio di colpi gli attaccanti ripiegarono. Tra gli italiani si contarono due feriti e un morto, Luigi Rossetti, il primo caduto italiano della guerra. Quello stesso giorno un altro gruppo SES catturò una pattuglia italiana del battaglione "Ivrea" a punta Maurin, nell'alta Valgrisenche, e come risposta gli Alpini occuparono quota 2929 a nord di colle Vaudet, eliminando la postazione francese. Sempre in quella giornata una compagnia del battaglione "Duca degli Abruzzi" occupò quota 2760, a nord di Colle della Seigne, sorprendendo i francesi, e il giorno seguente occupò il colle stesso. Nel settore dell'alta val Roja, al colle della Miniera, un'altra unità dei SES si scontrò con una compagnia del battaglione "Ceva", che riuscì a respingere l'attacco e contrattaccare il giorno seguente, occupando cima del Diavolo e monte Scandail.
La stasi nelle operazioni sarebbe probabilmente proseguita per giorni, ma i britannici, pronti a intervenire in guerra su tutti i fronti, per decisione del maresciallo dell'aria Arthur Barratt (comandante delle forze aeree britanniche in Francia - Haddock Force) decisero per una missione di bombardamento aereo contro le officine aeronautiche di Milano nella giornata dell'11 giugno, utilizzando i Vickers Wellington della 99ª Squadriglia di stanza a Salon, nei pressi di Marsiglia. Al momento della partenza però, il governo francese si oppose alla missione, temendo rappresaglie italiane: era diffusa la speranza che la dichiarazione di guerra fosse solo un bluff di Mussolini e, dunque, Parigi voleva evitare uno scontro aperto. L'iniziativa passò allora allo stesso Winston Churchill, il quale decise di far partire dallo Yorkshire 36 Armstrong Whitworth A.W.38 Whitley della 77ª Squadriglia, con l'obiettivo di colpire Torino e il porto di Genova.
L'incursione non ebbe alcun effetto di rilievo: a Torino il bombardamento fece 44 vittime ma non vennero colpite - così come a Genova - le industrie belliche, anche se ciò che venne messo in risalto fu la totale deficienza del sistema di difesa aerea italiano: le sirene dell'allarme aereo suonarono solo a bombardamento iniziato, la contraerea fu del tutto inefficace, l'oscuramento delle città non era nemmeno stato attuato (l'aeroporto di Caselle, incredibilmente, risultava ancora illuminato) e nessun caccia si era alzato in volo per intercettare i bombardieri britannici. L'incursione diede il via alla ritorsione italiana: la notte successiva gli aerei della Regia Aeronautica si diressero sulla Francia meridionale e colpirono Saint-Raphaël, Hyères, Biserta, Calvi, Bastia e, in particolare, la base navale di Tolone. Quello stesso giorno Mussolini, per ovviare alla deficienza della difesa antiaerea offrì a Hitler una divisione motocorazzata (che non esisteva) da schierare in Francia a fianco delle forze tedesche, in cambio di 50 batterie antiaeree. Palesò così la sua contraddittorietà: da una parte sperava di poter condurre una «guerra parallela» e dall'altra cercava dei compromessi per una guerra di coalizione, ben consapevole che senza gli aiuti tedeschi non avrebbe potuto condurre nessuna grande operazione.

La torpediniera Calatafimi rientra a Genova subito dopo l'azione del 15 giugno

In risposta ai bombardamenti italiani il 15 giugno una squadra navale francese composta da quattro incrociatori pesanti e undici cacciatorpediniere si diresse da Tolone verso le coste liguri e attaccò i depositi di carburante di Vado Ligure e il porto di Genova; a rispondere al fuoco furono le artiglierie costiere e varie unità sparse lungo la costa, ma con poca efficacia. La vecchia torpediniera Calatafimi del tenente di vascello Giuseppe Brignole, impegnata a collocare mine davanti a Punta San Martino presso Arenzano, riuscì ad avvicinarsi nella foschia a meno di 3 000 metri dalla squadra francese e a lanciare alcuni siluri contro gli incrociatori Dupleix e Colbert, ma non colpì alcuna unità nemica e si ritirò inseguita da un cacciatorpediniere; parimenti senza successo fu l'azione di quattro MAS della 13ª Squadriglia davanti a Vado, che sotto un violento fuoco si portarono a 2 000 metri dagli incrociatori Foch e Algérie, i quali tuttavia schivarono i siluri in arrivo. L'unico colpo a segno fu sparato dalla batteria costiera "Mameli" di Genova, che poco prima della ritirata dei francesi riuscì a piazzare un proiettile da 152 mm sul cacciatorpediniere Albatros, causando danni alle macchine e dodici morti tra l'equipaggio. I danni dell'attacco navale francese furono modesti, ma con tale azione si manifestarono in tutta la loro gravità i limiti del dispositivo militare italiano e la mancanza di cooperazione tra Regia Marina e Regia Aeronautica. Infatti, gli aerei italiani si alzarono in volo solo tre ore dopo il bombardamento senza riuscire ad avvistare le navi nemiche; Supermarina, che all'inizio della guerra aveva spostato la flotta nei porti dell'Italia meridionale nella convinzione che la Francia non avrebbe mosso la propria flotta da guerra, aveva lasciato sguarnito il Mar Ligure e il Tirreno settentrionale, dove pure vi erano importanti complessi industriali. Per correre ai ripari e migliorare per quanto possibile la penosa situazione della difesa costiera, solo nella serata del 14 giugno Supermarina mandò nel golfo ligure quattro cacciatorpediniere di rinforzo.

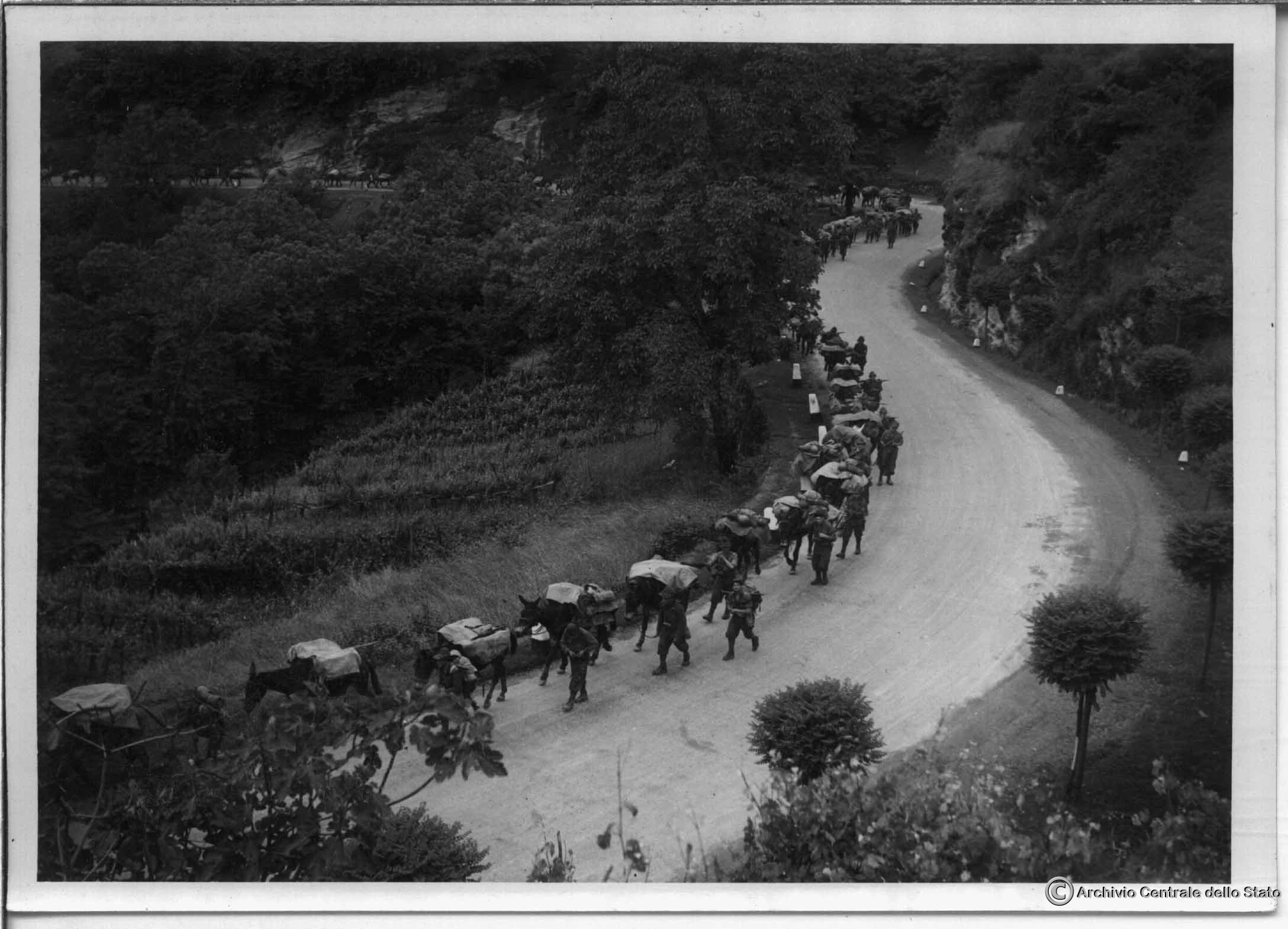
Salmerie italiane lungo la strada che porta al Moncenisio, giugno 1940

Proprio nel giorno in cui i tedeschi entravano trionfalmente a Parigi, il bombardamento navale di Genova inflisse una sonora umiliazione a Mussolini, il quale ordinò allo stato maggiore dell'esercito di attuare al più presto «piccole operazioni offensive» per impadronirsi di posizioni oltre confine, facilitando in questo modo «i nostri futuri sbocchi offensivi in più grande stile». Il 15 giugno i comandi delle due armate italiane ricevettero l'ordine 1601 e alcuni reparti occuparono, senza combattere, posizioni in territorio francese, mentre il comando della 4ª Armata dispose nella notte tra il 17 e il 18 giugno un'azione a sorpresa nella testa del Guil nella valle Germanasca. Quello stesso giorno Mussolini ricevette da von Mackensen la risposta negativa di Hitler riguardante la proposta del 12 giugno; il dittatore italiano, risentito, ordinò a Badoglio di attaccare lungo tutto il fronte il 18 giugno. Quest'ultimo però ricordò al Duce che il passaggio da un atteggiamento difensivo a uno offensivo avrebbe richiesto almeno venticinque giorni e sollevò la questione morale di attaccare una Francia già vinta. Mussolini rispose con asprezza: «Maresciallo, lei come capo di stato maggiore generale è mio consigliere sulle questioni militari, non su quelle politiche; la decisione di attaccare la Francia è una questione essenzialmente politica della quale ho io solo la decisione e la responsabilità. Darò io stesso ordini al capo di stato maggiore dell'Esercito». Preso atto dell'impossibilità pratica di volgere all'offensiva in tempi così brevi, Mussolini, dopo aver convocato Graziani a Palazzo Venezia, accettò di posticipare l'attacco e di accantonare l'idea di un'offensiva generale preferendovi due azioni principali. Il 16 giugno lo stato maggiore dell'esercito inviò al comando del Gruppo d'armate ovest l'ordine 1875, con il quale si predispose un doppio attacco combinato dal colle del Piccolo San Bernardo e dal colle della Maddalena (con una terza azione secondaria verso Mentone) entro dieci giorni a partire dal 16 giugno.

### La guerra aerea

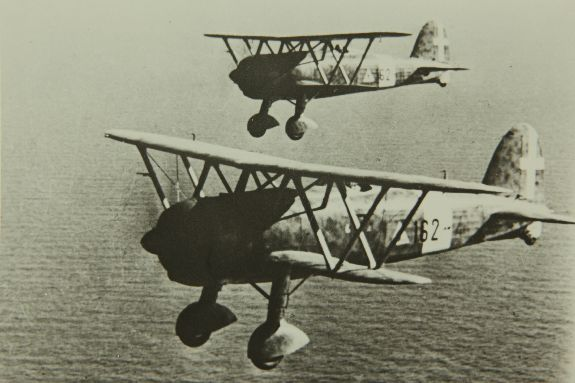
Una coppia di caccia Fiat C.R.42 in volo

Sul fronte francese operava la 1ª Squadra aerea italiana con tre stormi da bombardamento e tre da caccia (3º Stormo, 53º Stormo e 54º Stormo), appoggiata anche dalla 2ª Squadra aerea e dall'aeronautica della Sardegna per azioni contro la Corsica e la Francia meridionale. Lo scontro aereo più rilevante si ebbe il 15 giugno tra dodici Fiat C.R.42 del 23º Gruppo e sei Dewoitine D.520 del Groupe de chasse III/6: i caccia italiani vennero colti di sorpresa e i francesi ne abbatterono cinque senza perdite. L'Armée de l'Air organizzò poi dei raid contro Torino, obbligando la Regia Aeronautica a creare la sua prima unità di caccia notturna, denominata "Sezione Caccia Notturna", basata nell'aeroporto di Roma-Ciampino e dotata di tre C.R.32 dipinti di nero e dotati di scarichi antifiamma. Il 17 giugno gli italiani bombardarono il centro di Marsiglia uccidendo 143 persone e facendo 136 feriti, poi il 21 giugno ne bombardarono il porto durante un raid diurno seguito da un attacco notturno. Combattimenti aerei si ebbero anche nei cieli della Tunisia, con perdite da ambo le parti. Il 17 giugno alcuni idrovolanti CANT Z.506B della 4ª Zona aerea in Italia meridionale si unirono ad alcuni Savoia-Marchetti S.M.79 per bombardare Biserta. Le ultime operazioni aeree italiane contro bersagli a terra in Francia si ebbero il 19 giugno per opera degli aeroplani della 2ª e 3ª Squadra aerea dalla Sardegna, i quali attaccarono obiettivi in Corsica e in Tunisia; il 21 giugno, infine, nove bombardieri italiani attaccarono il cacciatorpediniere francese Le Malin, senza però infliggere particolari danni. Partendo dalle basi nell'Africa Francese del Nord, l'Armée de l'air bombardò Cagliari e Trapani il 22 giugno e Palermo il 23; venti civili rimasero uccisi a Trapani e venticinque a Palermo, i più gravi bombardamenti mai effettuati dai francesi in territorio italiano.
Tra il 21 e il 24 giugno il contributo della Regia Aeronautica fu comunque molto scarso: su 285 apparecchi da bombardamento che si alzarono sulle Alpi, più della metà ritornò alla base senza aver individuato gli obiettivi. I bombardamenti sulla Francia meridionale ebbero risultati migliori secondo l'aeronautica italiana (con perdite assai elevate, secondo le fonti francesi) ma nessuna incidenza sulla battaglia in corso. Circola ancora una leggenda riguardante dei presunti, violenti bombardamenti italiani sulle colonne di profughi in fuga tra Parigi e Bordeaux: per decenni molti testimoni giurarono di aver riconosciuto le coccarde tricolori sulle ali degli aerei che li attaccavano. Tuttavia i velivoli italiani avevano il fascio littorio sulle ali e non il tricolore. Inoltre l'aviazione italiana non aveva aerei capaci di arrivare a colpire così lontano. Durante la battaglia delle Alpi Occidentali la caccia italiana registrò 1 170 ore di volo, undici attacchi al suolo e dieci aerei nemici distrutti.

### Mussolini decide di agire
Visto che l'ordine 1875 dava dieci giorni di tempo per preparare l'offensiva, evidentemente Mussolini e i comandi militari ritenevano che il crollo della Francia fosse vicino ma non imminente; alle 03:00 del 17 giugno, tuttavia, giunse a Berlino la richiesta del governo francese di far conoscere le condizioni di armistizio. Hitler fece comunicare la notizia a Mussolini e lo invitò a colloquio a Monaco di Baviera per il 18. La gravità delle conseguenze di una guerra dichiarata e non combattuta apparì lampante a Mussolini, il quale per timore di non ottenere niente dalla cessazione prematura delle ostilità spinse per abbreviare i tempi dell'offensiva, programmata per il 26 giugno. Tra i comandi italiani si scatenò il caos: con la notizia della richiesta di armistizio i comandi d'armata prima diramarono l'ordine di cessare ogni azione, salvo ripensarci e ingiungere di riprendere le operazioni di pattuglia; ne nacque un andirivieni di reparti che vennero spostati lungo le valli con gli inevitabili intoppi logistici lungo le obbligate vie di comunicazione. Nel frattempo Mussolini aveva ordinato che l'attacco fosse sferrato «il più presto possibile e non oltre il 23 corrente», e lo stato maggiore imbastì in fretta e furia una nuova offensiva sulla costa con l'obiettivo di occupare Mentone, che sarebbe andata ad affiancarsi alle due azioni sui colli del Piccolo San Bernardo e della Maddalena. Intanto il comando della 4ª Armata aveva sospeso l'imminente attacco al Guil. Fra le truppe italiane si diffuse l'impressione che la guerra fosse finita ancor prima di aver avuto inizio, con le ovvie conseguenze sul morale della truppa, impressione non dissimile a quella che ebbero i soldati francesi dopo che alle 12:30 del 17 giugno appresero alla radio che il maresciallo Philippe Pétain (che il 16 aveva preso il posto, in qualità di primo ministro, del dimissionario Paul Reynaud) aveva richiesto l'armistizio ai tedeschi.
A Monaco, Mussolini consegnò le sue esose richieste a Hitler, che andavano dalla smobilitazione dell'esercito francese alla consegna di tutto l'armamento collettivo e della flotta, fino all'occupazione di vaste zone nella Francia meridionale e nelle colonie. Il Führer nel suo giorno del trionfo si rivelò calmo e generoso e acconsentì alle richieste italiane, eccezion fatta per la consegna della flotta, dato che i francesi avrebbero preferito passarla ai britannici piuttosto che privarsene. Hitler dichiarò inoltre che la Germania non avrebbe concesso l'armistizio alla Francia se essa non lo avesse accettato anche dall'Italia; il generale Wilhelm Keitel assicurò al sottocapo di stato maggiore italiano, generale Mario Roatta, che l'esercito tedesco non avrebbe allentato la presa e che avrebbe lanciato colonne corazzate alle spalle dell'Armata delle Alpi, nel momento stesso in cui questa sarebbe stata attaccata dall'esercito italiano. Mussolini tornò a Roma conscio del fatto che, nei pochi giorni che mancavano alla firma dell'armistizio, si sarebbe dovuto attaccare a tutti i costi.

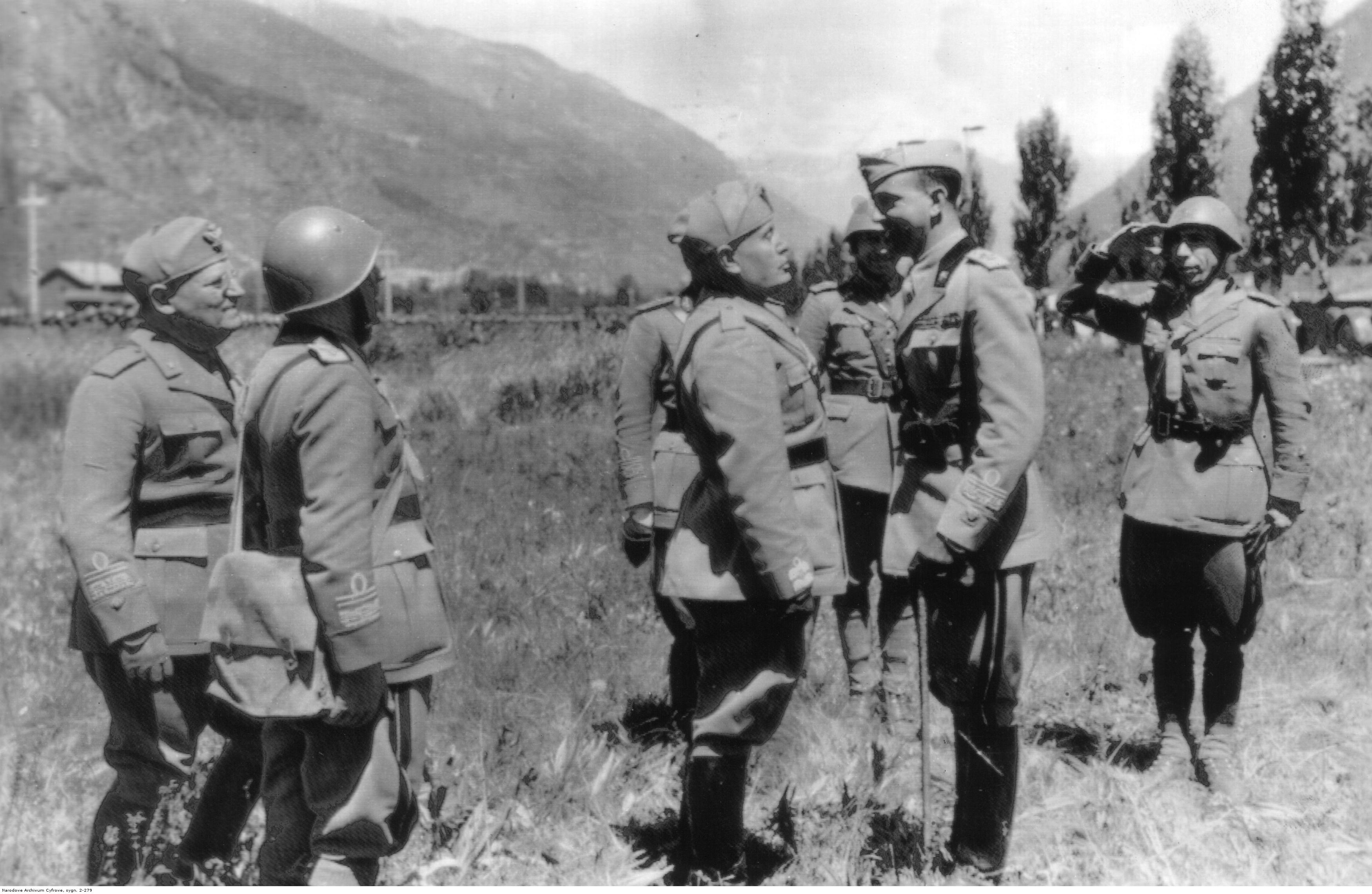
Mussolini a colloquio con il principe Umberto di Savoia sul fronte francese, nel giugno del 1940

L'ordine di Mussolini era quello di attaccare il prima possibile, ma appena giunto nella capitale il dittatore riprese con i suoi ordini contrastanti: a Monaco si era deciso di comune accordo di aviotrasportare a Lione truppe italiane per l'occupazione della valle del Rodano, ma dopo nove ore dalla decisione Mussolini ebbe un ripensamento. Era evidente che quella occupazione tenuta a balia dai tedeschi fosse una vergogna, e telefonò a Hitler per comunicargli che non vi avrebbe partecipato. Il Duce era ora deciso ad attaccare su tutto il fronte per prendersi con le proprie forze più terreno possibile, ma cambiò nuovamente idea il 20 giugno, quando i tedeschi fecero sapere di essere pronti a muoversi verso Chambéry e Grenoble non appena avessero avuto notizie dagli italiani. Nel pomeriggio di quello stesso giorno Mussolini ricevette i marescialli Badoglio e Graziani: mentre il primo riteneva inutile un attacco sulle Alpi, il secondo si espresse in favore di un'azione generale lungo tutta la frontiera, forte del fatto che secondo lui i tedeschi erano già nei pressi di Grenoble (anche se in realtà erano solo a Lione). Il parere di Graziani indusse il Duce a ordinare l'attacco per la mattina successiva e le due armate, che avevano ricevuto l'ordine di prepararsi alle tre offensive solo nel pomeriggio del 19, alle ore 19:00 del 20 giugno ricevettero il fonogramma 2329: «Domani 21, iniziando azione ore 3, IV e I armata attacchino a fondo su tutta la fronte. Scopo: penetrare il più profondamente possibile in territorio francese». Mussolini sapeva che la disposizione dell'esercito non era adeguata, ma si affidò a un nuovo azzardo, confidando nello sbandamento della linea francese e nel crollo psicologico del nemico nel clima di disfatta che stava attraversando la Francia. Il Duce ebbe comunque ancora il tempo di farsi prendere dai dubbi e in serata diede l'ordine di sospendere l'offensiva decisa per l'indomani, salvo poi dover rendersi conto che ormai anche i tedeschi erano in movimento; Mussolini confermò nuovamente l'attacco con una modifica: il 21 avrebbe operato solo la 4ª Armata, perché nel frattempo gli era giunta l'intercettazione di una conversazione tra i generali Pintor e Roatta nella quale il comandante della 1ª Armata aveva espresso l'impossibilità di passare all'offensiva con così poche ore di preavviso.
Venne così ordinato alla 4ª Armata di muoversi, mentre sul fronte sud la 1ª Armata di Pintor fu temporaneamente tenuta ferma: «A parziale modifica ordini precedenti dispongo che in un primo tempo venga eseguita azione a fondo, come già disposto, da parte dell'ala destra della Quarta Armata. Confermo che note colonne tedesche all'alba di domani inizieranno movimento su località indicate». In termini militari era un'offensiva fallita in partenza. In termini politici era un'offensiva tesa a dimostrare che pure l'Italia fascista aveva avuto qualche parte nella guerra, anche grazie alla malcelata speranza che il collasso della Francia dinanzi ai tedeschi si fosse esteso all'Armée des Alpes, in modo da permettere una facile avanzata italiana.

### L'offensiva italiana

#### Il fronte della 4ª Armata
Fin dai primi giorni di giugno, in vista della partecipazione italiana alla guerra con la Francia, l'addetto militare tedesco aveva suggerito a Graziani e Badoglio un piano operativo di aggiramento delle Alpi, passando attraverso la trouée de Belfort, un agevole varco di 400 m s.l.m.: per raggiungerlo però sarebbe stato necessario effettuare movimenti di truppe verso territori già controllati dalla Wehrmacht e il piano fu scartato per principio da Mussolini, in quanto avrebbe ratificato la subalternità delle forze italiane a quelle tedesche. L'alba del 21 giugno vide l'arrivo di una perturbazione eccezionale che interruppe improvvisamente l'estate alpina, aggiungendo notevoli difficoltà alla già difficile situazione del dispositivo bellico italiano. Forti nevicate, pioggia, temperature rigide e fango resero l'impresa alle truppe attaccanti ancora più ardua: molte batterie di artiglieria furono lasciate indietro, le salmerie procedevano con lentezza e i mezzi a motore rimanevano impantanati lungo le mulattiere di montagna.

##### Settore del Piccolo San Bernardo

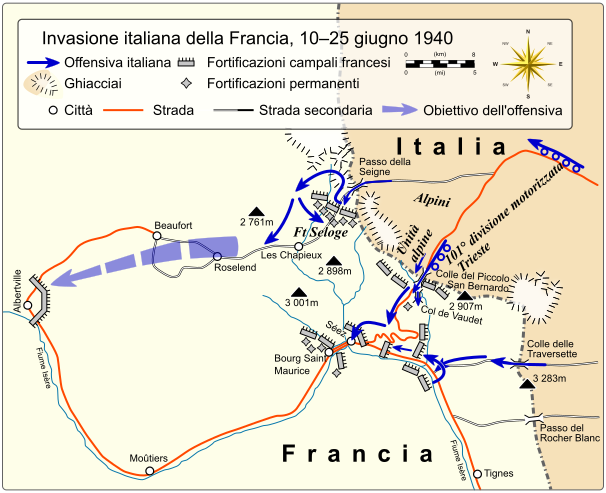
Mappa dell'offensiva italiana nel settore del Piccolo San Bernardo

L'offensiva italiana scattò dunque all'alba del 21 giugno 1940 sotto i peggiori auspici e ventuno divisioni iniziarono a muoversi contro le sei divisioni francesi in difesa. Nel settore nord, l'unico in cui si sarebbe potuto realizzare il disegno strategico di ricongiungimento con le forze tedesche a Bourg-Saint-Maurice, Guzzoni lanciò sconsideratamente all'attacco sul colle del Piccolo San Bernardo la 1ª Divisione alpina "Taurinense", seguita dalla 101ª Divisione motorizzata "Trieste" che avrebbe dovuto sfruttare lo sfondamento delle difese nemiche; al contempo, i battaglioni "Vestone" e "Vicenza" della 2ª Divisione alpina "Tridentina" avrebbero attaccato sulla destra lungo il colle della Seigne, verso Beaufort, e sulla sinistra il 4º Gruppo Alpini avrebbe attaccato lungo il Col du Grand Glacier in Valgrisanche.
Raggiunto della notizia dell'avanzata tedesca su Chambéry, Guzzoni si recò personalmente sul colle per assistere alla battaglia e ordinò alla "Taurinense" e alla "Trieste" di attaccare in contemporanea. Fin da subito si generò un'enorme confusione lungo il colle e Guzzoni si ritrovò ad avere in prima linea solo due battaglioni, i quali vennero fermati da un'interruzione stradale e dal fuoco proveniente dalla Redoute Ruinée (il forte di Traversette), una vecchia ridotta francese presidiata da quarantacinque Chasseurs des Alpes al comando del sottotenente Henry Desserteaux, con alcune armi automatiche. Lungo la strada verso il colle si formarono lunghissime code di uomini e mezzi che rendevano la strada inaccessibile perfino alle autoambulanze, le quali erano impossibilitate a evacuare e curare i feriti, molti dei quali morirono dissanguati.

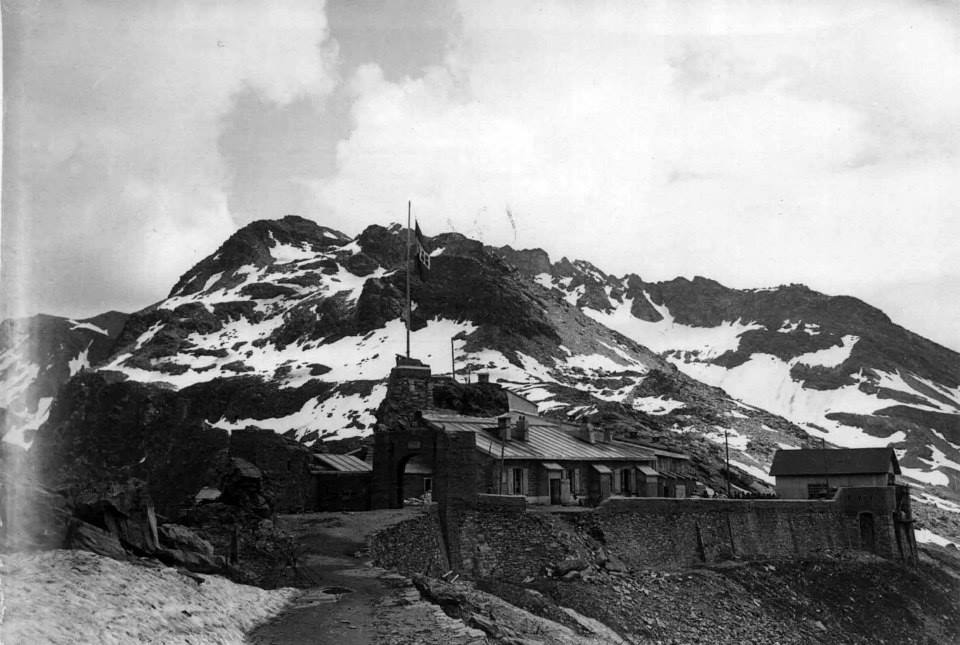
La Redoute Ruinée così come si presentava subito dopo l'inizio dell'occupazione italiana

Nei giorni successivi si verificò l'intervento di un battaglione di carri leggeri L3 della 133ª Divisione corazzata "Littorio", rivelatosi disastroso. La situazione rimase in fase di stallo fino al giorno 24 giugno: «Un carro salta su una mina, due si inceppano con i loro cingoli nei reticolati, altri due si fermano per avarie al motore in mezzo alla neve e al ghiaccio. Il nemico non ha ancora aperto il fuoco anticarro e già il battaglione ripiega. Quando l'attacco viene rilanciato, altri carri vengono colpiti e messi fuori uso. Di fatto, la divisione "Trieste" resta bloccata sul valico per i quattro giorni di durata dell'offensiva». Al termine delle ostilità la "Trieste" era dunque ancora bloccata sul valico, mentre gli alpini tra il 21 e il 22 giugno erano riusciti ad aggirare la prima linea di sbarramento francese fino a penetrare di pochi chilometri oltre il forte Traversette, tra gli avamposti e la prima linea di resistenza. Ma da quel punto in poi le artiglierie di Fort du Truc e del Fort de Vulmis rappresentarono baluardi impenetrabili per gli Alpini, costretti ad avanzare tra la neve fresca e alta e senza alcun tipo di supporto.
In generale l'avanzata degli italiani si limitò a piccole conquiste circoscritte: il battaglione "Aosta" occupò La Rosière e quindi Montvalenzan; il "Val Cismon" raggiunse Séez alle porte di Bourg-Saint-Maurice; il "Dora Baltea" raggiunse il villaggio di Bonneval, mentre i battaglioni "Val d'Orco" e "Vestone" presero il controllo della riva destra dell'Isère. In quattro giorni di combattimenti i comandi italiani non erano riusciti a portare innanzi le artiglierie (solo il 24 alcuni pezzi della "Vicenza" erano arrivati a tiro di Bourg-Saint-Maurice) per neutralizzare la ridotta, e vennero occupati solo pochi villaggi e posizioni. L'unico obiettivo raggiungibile e degno di nota, la cittadina di Bourg-Saint-Maurice, non fu raggiunto e la Redoute Ruinée, seppur circondata, si arrese solo il 2 luglio.

##### Settore Moncenisio-Bardonecchia-Monginevro

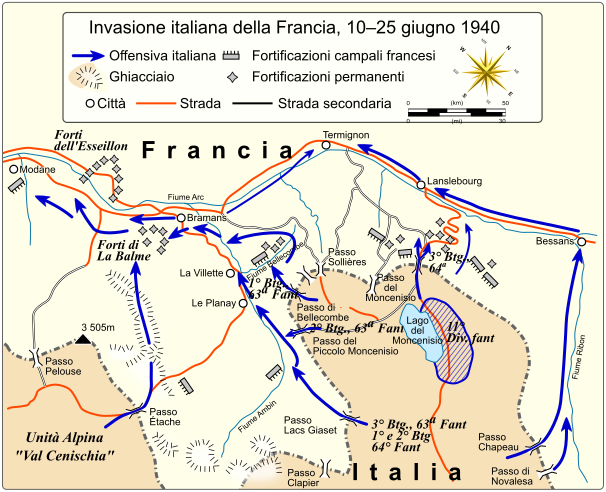
Mappa dell'offensiva italiana nel settore del Moncenisio

Nel settore Moncenisio-Bardonecchia-Monginevro l'obiettivo italiano era quello di scendere nella valle della Maurienne e conquistare Modane, la porta che avrebbe aperto la strada verso Chambéry lungo la valle dell'Arc. Trattandosi di un passaggio strategicamente più importante rispetto al Piccolo San Bernardo, i francesi avevano attrezzato il settore con ben tre fortificazioni in quota e reso Modane stessa una piazzaforte. L'Armée des Alpes schierava in quella zona nove battaglioni di fanteria e novanta pezzi d'artiglieria di vario calibro, soprattutto pesante; in particolare il Moncenisio era difeso dal forte Petite Turra a quota 2601, posto a strapiombo sul valico con due pezzi da 75 mm in casamatta, e dai più piccoli forti di Revets a nord e di Arcellins a nordest.
L'attacco italiano del 21 giugno si sarebbe dovuto svolgere su tre direttrici d'avanzata: al centro, lungo la strada principale del colle, si sarebbero mossi i battaglioni dell'11ª Divisione fanteria "Brennero" e della 59ª Divisione fanteria "Cagliari"; sulla destra sarebbero avanzati gli alpini del battaglione "Susa" e le camicie nere dell'XI Battaglione, mentre sulla sinistra avrebbero proceduto i rimanenti reparti della "Cagliari" e il battaglione alpini "Val Cenischia". La 1ª Divisione fanteria "Superga" e i battaglioni alpini "Val Dora", "Val Fassa" ed "Exilles" avrebbero invece tentato di arrivare a Modane attraverso l'impervia conca di Bardonecchia.

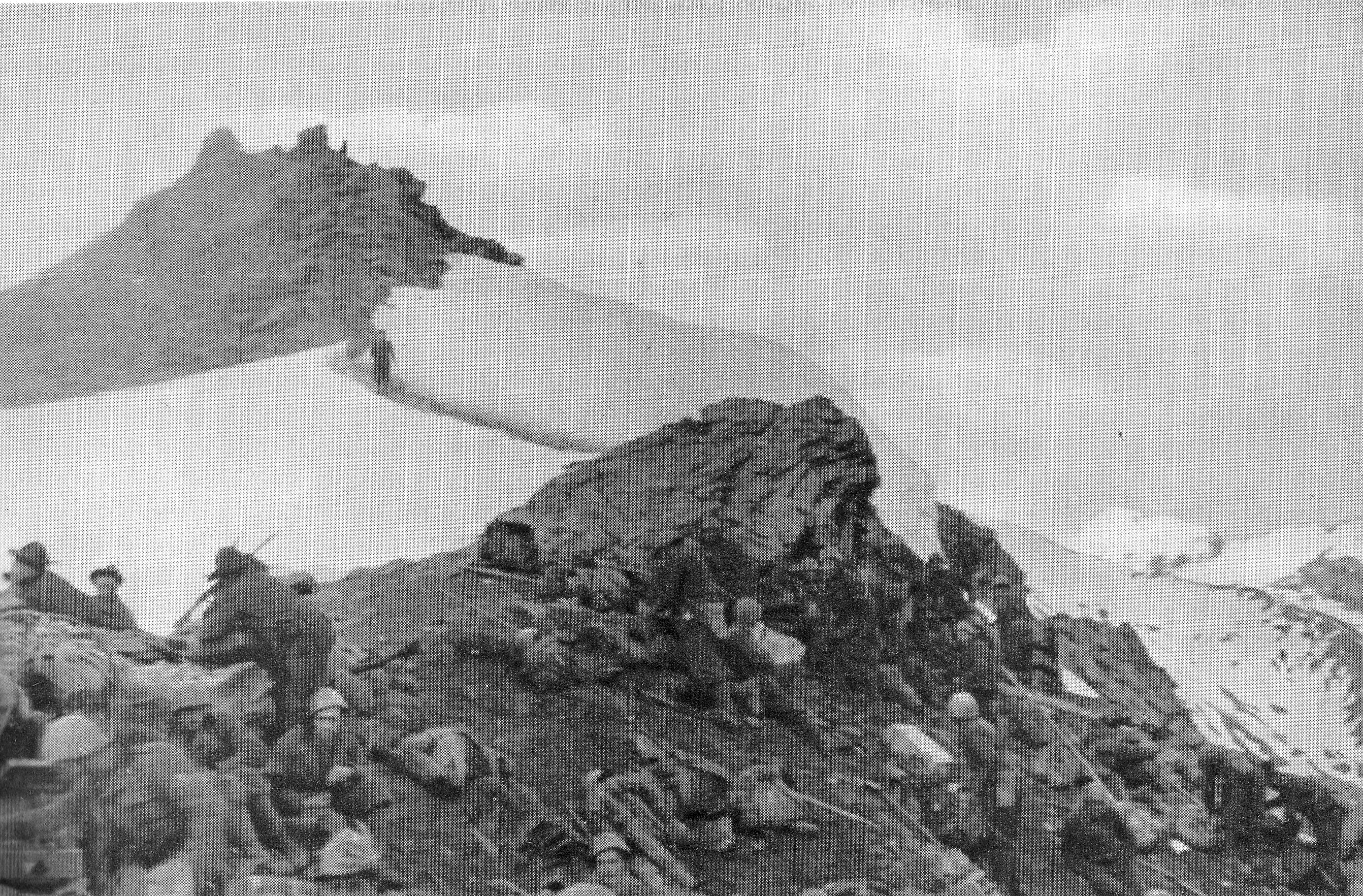
Battaglione alpini "Val Dora" sul colle della Pelouse nel giugno del 1940

Le operazioni laterali sul Moncenisio ebbero un certo successo: gli alpini del "Susa" e le camicie nere partite dal Rocciamelone scesero lungo la valle dell'Arc sino al villaggio di Bessans, dopo ben dodici ore di marcia in condizioni quasi proibitive. I francesi appostati sul forte Turra non si attendevano un attacco da un settore così impervio e non aprirono il fuoco pensando che fossero loro truppe in ripiegamento; gli italiani riuscirono così a occupare senza colpo ferire Lanslebourg e Lanslevillard. Sulla parte sinistra dello schieramento italiano parte dei fanti della "Cagliari" riuscì ad avanzare costringendo i francesi ad arretrare dalla prima linea, e scese lungo il colle della Bramanette fino a occupare Bramans. Situazione ben più complicata dovettero affrontare le truppe impegnate lungo la direttrice principale: i forti Petite Turra, Revets e Arcellins riversarono sugli assalitori un fitto fuoco e anche in questo settore si ripeté quanto accaduto più a nord sul fronte del Piccolo San Bernardo. I carri leggeri e i mezzi a motore furono distrutti sistematicamente e crearono un ingorgo insuperabile lungo la strada del colle; uomini e mezzi si ritrovarono bloccati senza alcuno sbocco laterale dato che il lago del Moncenisio riduceva di molto le possibilità di manovra: solo il forte di Arcellins venne conquistato da un colpo di mano della 2ª Compagnia della Guardia alla frontiera "Lupi di Cenisio". Altrettanto critica si presentò la situazione nella conca di Bardonecchia, dove la divisione "Superga" e i battaglioni alpini mossero sia sulla valle di Névache per poi puntare su Saint-Michel-de-Maurienne, sia sulla valle del Frejus verso Modane. Il 21 giugno vennero conquistate alcune vette sulla val Névache, come il monte Rond e la cresta monte Thabor-Roche Noire, ma l'impossibilità di far avanzare l'artiglieria sul terreno impervio e il tempo inclemente impedirono agli attaccanti di fare ulteriori progressi. Di fatto questi reparti rimasero bloccati per i restanti tre giorni dal fuoco dei francesi, riportando a fine campagna decine di congelati.
Similmente, anche sul fronte del Monginevro più a sud, la 2ª Divisione fanteria "Sforzesca" e la 26ª Divisione fanteria "Assietta", più la 58ª Divisione fanteria "Legnano" di riserva, iniziarono il 21 giugno la penetrazione verso il colle; avanzarono però di appena un chilometro prima che gli Chasseurs des Alpes e l'artiglieria francese ne bloccassero l'avanzata. Solo il 23 giugno due compagnie dell'"Assietta" riuscirono a conquistare la ridotta francese dello Chenaillet e a catturarne la guarnigione, ma alla firma dell'armistizio l'avanzata complessiva era di appena tre chilometri, culminata con l'occupazione del villaggio di Monginevro sul displuvio francese del colle. Briançon, l'unico obiettivo di un certo rilievo di tutto il settore della 4ª Armata, non era stata neppure minacciata.

##### Settore Germanasca-Pellice
Questo settore vide contrapposti gli alpini del 3º Reggimento con i battaglioni "Fenestrelle", "Pinerolo", "Val Pellice" e "Val Chisone" assieme ai battaglioni I e II di camicie nere, dotati di sedici pezzi d'artiglieria, contro i francesi del settore operativo del Queyras, con ventotto pezzi d'artiglieria. Un primo movimento offensivo italiano si svolse il 20 giugno con un'avanzata verso l'Alta valle del Guil, con discesa dal colle della Croce verso il villaggio di La Montà, dove però il fuoco francese bloccò ogni ulteriore avanzata. Il 21 il colonnello Emilio Faldella, comandante del 3º Reggimento, ordinò al "Fenestrelle" di continuare l'avanzata appoggiato dall'artiglieria del "Pinerolo", ma dopo aver preso il villaggio di Abriés la reazione francese fece sì che gli alpini dovessero ritirarsi tornando ai punti di partenza. Nel frattempo il "Val Chisone" e il "Val Pellice" assieme alle camicie nere erano rimasti bloccati dal tiro del nemico e dalla neve alta lungo le creste del Bric Froid, del col Vieux, del col de Malaure e del monte Granero. Dopo i tentativi del 22, 23 e 24 giugno venne predisposta un'azione avvolgente per il 25, ma l'armistizio bloccò le operazioni. La penetrazione italiana nel settore si fermò alla linea di cresta e costò venticinque morti e cinquantasette tra dispersi e prigionieri.

##### Il forte Chaberton

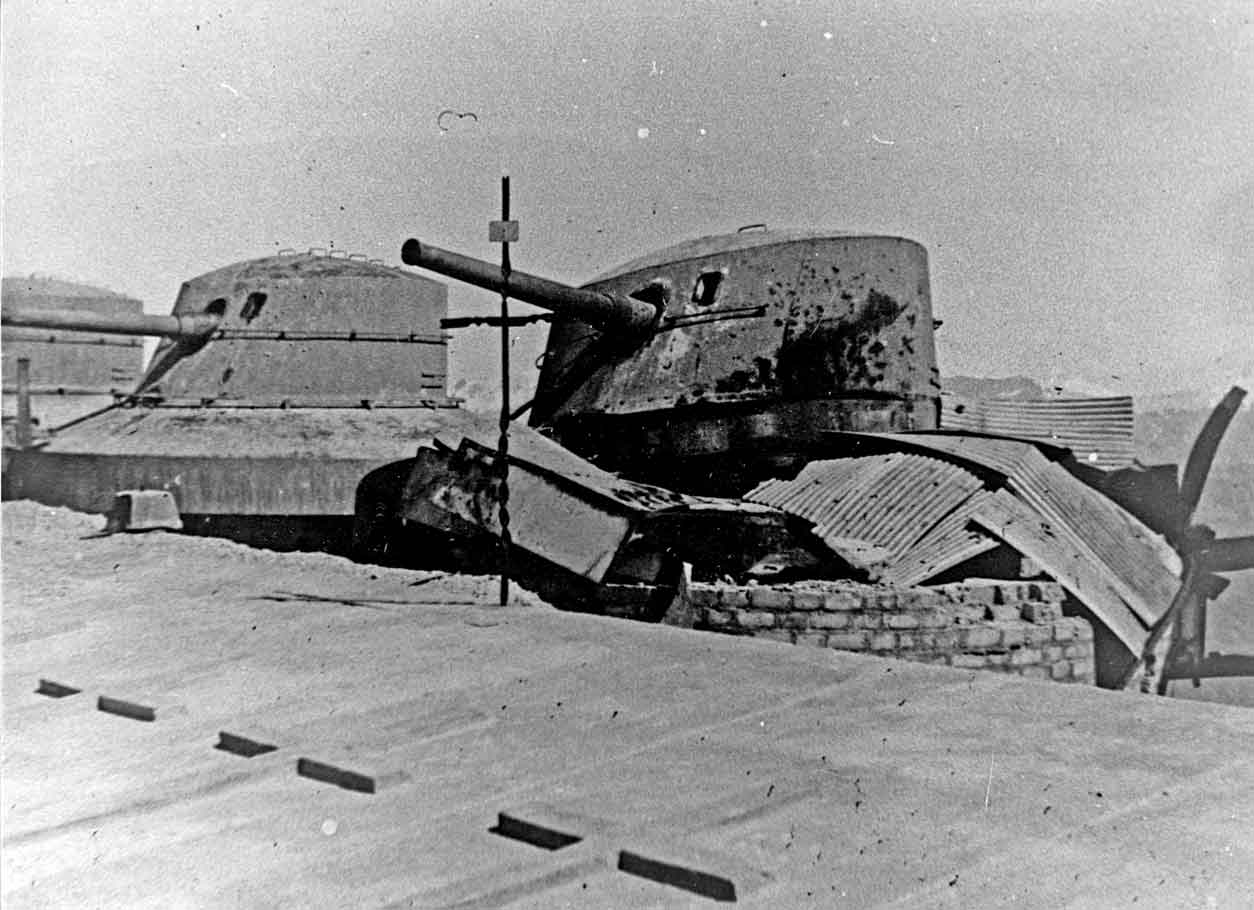
In primo piano le tombe degli artiglieri morti il 21 giugno e, sullo sfondo, la torre n. 5 dello Chaberton, ormai divelta e inutilizzabile

Il 21 giugno avvenne quello che fu probabilmente il fatto d'arme più emblematico di tutta la battaglia delle Alpi, ovvero il duello d'artiglieria tra Briançon e la batteria dello Chaberton. Terminata nel 1910, la batteria o forte dello Chaberton era già entrata a quel tempo nell'immaginario collettivo e divenne simbolo stesso del Vallo Alpino; una costruzione ardita in una posizione spettacolare che controllava l'accesso alla val di Susa e aveva ampia visuale su Briançon, da ben 3 135 metri d'altitudine. Ma nonostante la fama, lo Chaberton nel 1940 era ormai una fortificazione obsoleta, raggiungibile dai tiri delle più moderne artiglierie, e i lavori di ammodernamento non erano ancora stati conclusi allo scoppio del conflitto.
I francesi, dal canto loro, avevano già da tempo predisposto un piano di neutralizzazione del forte italiano e avevano appositamente sistemato quattro imponenti mortai Schneider da 280 mm nei pressi di Briançon. Il 21 giugno i mortai, appartenenti alla 6ª Batteria (tenente Miguet) del 154º Reggimento di artiglieria, erano pronti ad aprire il fuoco sulla scorta delle informazioni date da osservatori disposti sui forti Janus, Infernet e sul col de Granon. A sparare per primo fu uno degli antiquati cannoni da 149 mm dello Chaberton, che colpì una torretta d'avvistamento del forte Janus senza tuttavia perforarne la corazzatura; seguirono altri colpi che non provocarono alcun danno. Dopo alcune ore il tenente Miguet ricevette l'ordine di rispondere al fuoco, ma il cattivo tempo non permise un tiro accurato, così l'azione venne sospesa fino a metà pomeriggio quando una temporanea schiarita permise agli artiglieri francesi di aggiustare il tiro. Alle 17:00 la torretta n. 1 venne colpita; la corazzatura risultò del tutto inadeguata, quattro serventi morirono e il pezzo fu reso inservibile. Alle 17:30 circa anche la torre n. 3 fu distrutta e solo il buio interruppe l'azione francese, che però riprese con successo nei giorni successivi sfruttando ogni momento di bel tempo. Il giorno dell'armistizio sei delle otto torri risultavano distrutte, i morti italiani furono dieci (nove sul posto e uno in ospedale) e i feriti numerosi; al posto della fortezza inespugnabile rimasero un rudere in rovina e cannoni inservibili. Come scrisse lo storico Gianni Oliva, la vicenda dello Chaberton rappresentò «l'immagine rovesciata del velleitarismo guerriero fascista».

#### Il fronte della 1ª Armata
La parte meridionale del fronte, quella che i francesi avevano pesantemente fortificato perché considerata più vulnerabile, andava circa dal Monviso fino al mare. In quel settore la linea difensiva era strutturata per sbarrare la valle Varaita, la valle Maira e il colle della Maddalena con delle postazioni principali a Larche e Meyronnes, nella valle dell'Ubayette, e di Saint-Paul e Tournoux, nella valle dell'Ubaye. La vallata proveniente dal colle di Tenda e della riviera vicino al bacino del Var erano invece bloccate dalle opere dell'Authion, di Sospel, Rimplas, Valdeblore, Saint Martin de Vésubie e Corniche. I comandi italiani di contro conoscevano abbastanza bene le fortificazioni principali, ma erano praticamente all'oscuro di tutti i piccoli capisaldi e apprestamenti secondari costruiti negli ultimi anni, dato che lo stato maggiore non aveva mai preso in considerazioni un'offensiva sulle Alpi Occidentali e dunque non era mai stato fatto un capillare lavoro di intelligence sulle attività francesi.
Il settore fortificato del Delfinato, che comprendeva l'Ubaye, il Queyras e la zona del Briançonnais, era difeso dal XIV Corpo d'armata del generale Étienne Beynet; il settore Tinée-Vésubie e la zona costiera tra Mentone e Nizza costituivano invece il settore Alpi Marittime, dov'era schierato il XV Corpo del generale Alfred Montagne. La 1ª Armata del generale Pintor, disposta dal monte Granero a mare, schierava tre corpi d'armata. A sud del Monviso si trovava il II Corpo d'armata del generale Francesco Bertini formato dal II Raggruppamento Alpini "Varaita-Po" (ancorato al monte) e, a scendere verso sud, dalla 36ª Divisione fanteria "Forlì", 33ª Divisione fanteria "Acqui" e 4ª Divisione fanteria "Livorno", più la 4ª Divisione alpina "Cuneense" nelle retrovie tra Cuneo e Demonte. A sinistra del II Corpo era posizionato il III Corpo d'armata del generale Mario Arisio, che da monte Matto schierava verso Tenda il I Raggruppamento Alpini "Gessi" e la 3ª Divisione fanteria "Ravenna", con la divisione 6ª Divisione fanteria "Cuneo" in posizione arretrata a Limone Piemonte. Infine il XV Corpo d'Armata del generale Gastone Gambara era posizionato tra la val Roja e Ventimiglia e comprendeva la 37ª Divisione fanteria "Modena", la 5ª Divisione fanteria "Cosseria" e la 44ª Divisione fanteria "Cremona" (in riserva e che non prese parte alle operazioni).
Nonostante il possente dispiegamento di uomini, anche sul fronte della 1ª Armata i comandi italiani non riuscirono a far altro che ammassare truppe lungo i valichi principali, affrontando i medesimi problemi dell'armata del generale Guzzoni: difficoltà a portare in quota artiglierie e mezzi meccanici, lunghe colonne, enormi ingorghi, truppe rallentate penosamente dal maltempo e dalla neve. E anche i risultati furono i medesimi: penetrazioni di pochi chilometri e conquiste di nessun rilievo, se non Mentone, catturata da una colonna della "Modena" scesa dai monti, ma che comunque distava appena dieci chilometri dal confine.

##### Settore Po-Maira-Stura

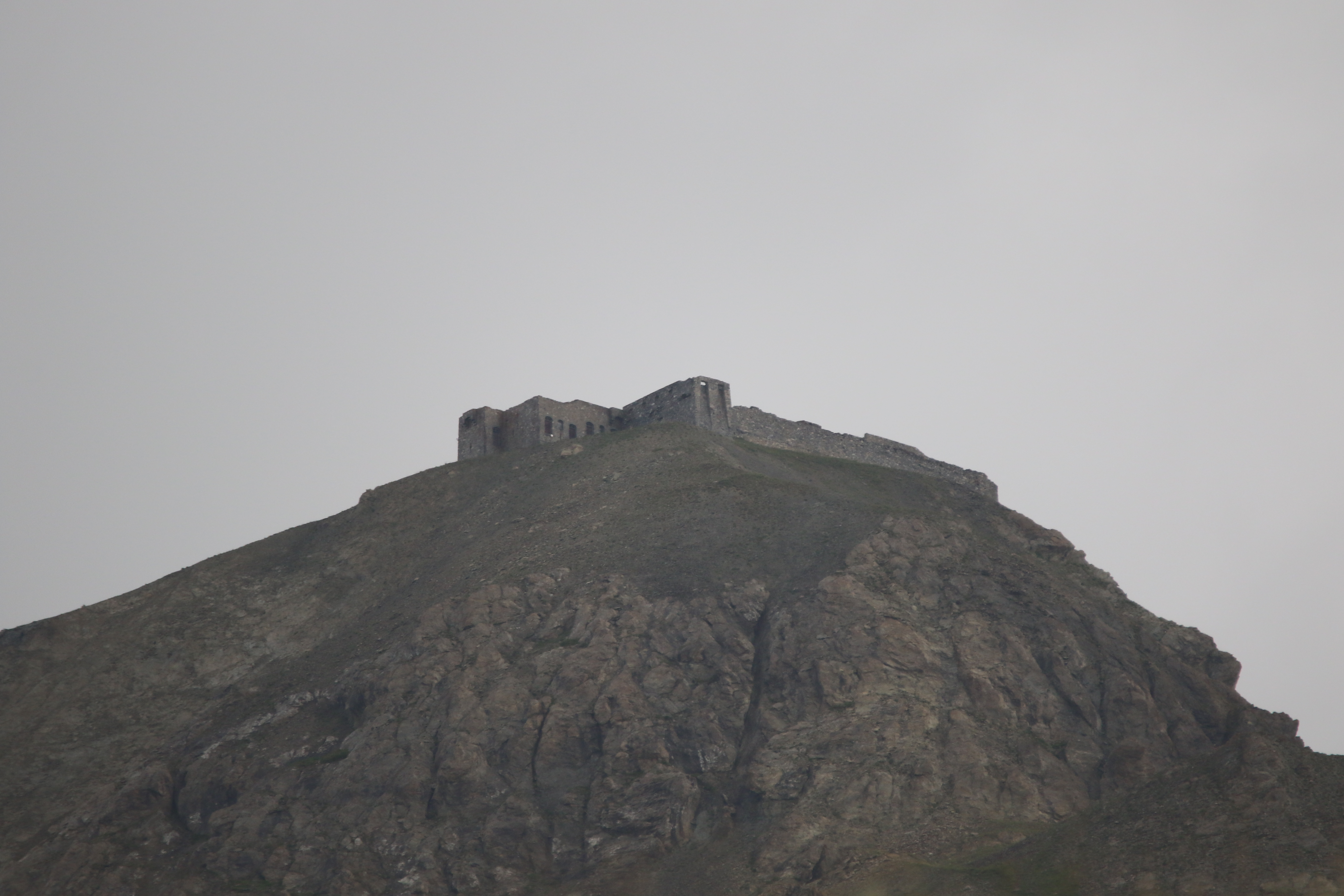
Veduta odierna del Fort de Viraysse

In questo settore le truppe del II Corpo d'armata si trovarono di fronte alle truppe francesi che difendevano l'Ubaye. L'attacco iniziò nella nebbia: il 22 giugno i battaglioni alpini "Val Camonica" e "Val d'Intelvi" assieme al XXXVIII Battaglione camicie nere, tutti reparti appartenenti al II Raggruppamento alpini schierato in alta valle Varaita, occuparono la testa dell'Ubaye e consolidarono le posizioni, ma fino al giorno dell'armistizio rimasero inchiodati dal maltempo e dall'artiglieria francese.
In valle Maira le operazioni ebbero ancor meno fortuna. Le truppe provenienti direttamente dalla Pianura Padana furono frettolosamente schierate tra Caraglio e Borgo San Dalmazzo dopo lunghe marce faticose, arrivando al fronte già provate e prive delle salmerie, che ingrossavano le colonne in attesa di salire lungo la valle. L'attacco del 22 giugno fu svolto con il supporto di alcuni battaglioni alpini della "Cuneense": il battaglione "Saluzzo" attaccò in condizioni proibitive e i fanti, lenti e impacciati su un terreno impossibile e con pochissimi viveri e munizioni, praticamente non avanzarono; gli alpini del "Borgo San Dalmazzo" riuscirono a raggiungere il bosco La Tunette ma lì dovettero fermarsi a causa del fitto tiro dei francesi, che sparavano da postazioni in caverna. Il battaglione "Ceva" fu inchiodato al col Nubiera, mentre i fanti della "Forlì" cercarono di forzare il passaggio verso l'Ubayette ma furono bloccati a 2 500 metri d'altitudine dal tiro proveniente dal Fort de Viraysse e da Roche de la Croix. Il sistema difensivo francese in quel settore, che faceva perno sulle postazioni di Combe Brémond, Serenne, Fouillouze e La Blanchiére, avrebbe potuto essere assalito con successo solo con l'impiego cospicuo di artiglieria, ma al momento dell'attacco le divisioni italiane ne erano prive e le poche presenti non erano in posizione favorevole per un tiro utile.
Gli stessi problemi furono affrontati in valle Stura: le truppe per l'attacco furono trasferite dall'alta valle Tanavo dove si trovavano in riserva e l'azione poté partire solo il 23 giugno. L'attacco al colle della Maddalena - unico accesso stradale del settore - prevedeva che la divisione "Acqui" forzasse il passo in concomitanza con l'attacco della "Forlì" e di reparti della "Cuneense" a nord. Il 22 giugno alcuni reparti della "Forlì" oltrepassarono i colli del Munie e del Sautron per avvicinarsi al Fort de Viraysse, mentre il battaglione alpino "Val Maira" ne tentava l'aggiramento da nord. L'attacco fu però rallentato dal maltempo, dal terreno impervio ma soprattutto dal tiro d'artiglieria della Roche de la Croix, che inchiodò i battaglioni "Ceva" e "Dronero" intenti a scendere su Fouillouze dal colle di Gippiera, oltre che il "Val Maira". Solo il 24 il forte fu circondato da un reparto d'assalto della "Forlì", ma anche in questo caso, per risolvere la situazione, fu determinante l'intervento della batteria di Roche de la Croix, che costrinse gli italiani a desistere dall'attacco sul Fort de Viraysse. La divisione "Acqui", parallelamente, dopo due giorni di scontri penetrò di sole poche centinaia di metri e conquistò solo obiettivi minimi: il Pas de la Cavale, la conca del lago di Lauzanier, la testata della valle dell'Abriès.

##### Settore val Roja-Gessi e la battaglia per Nizza

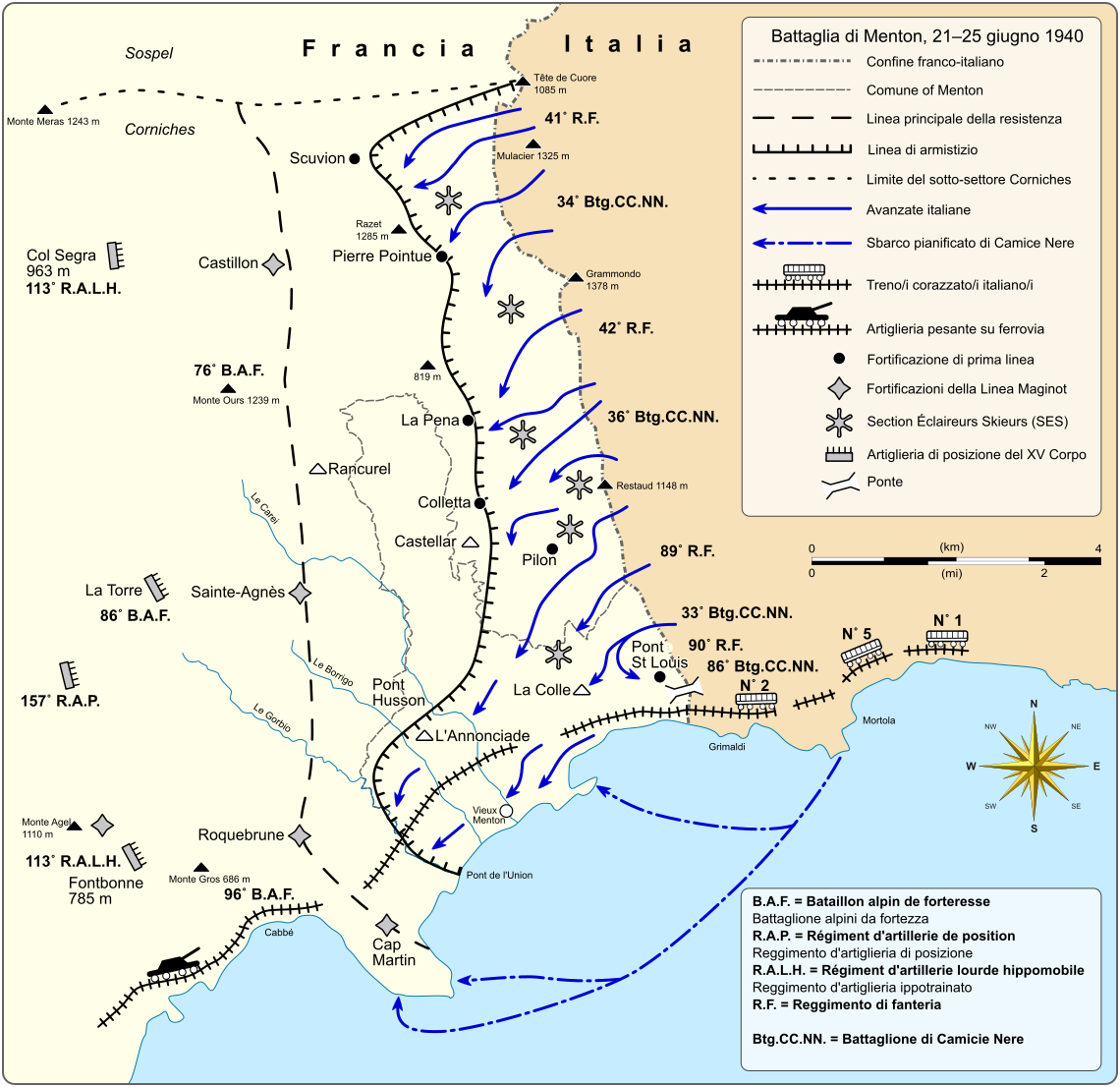
L'avanzata italiana in bassa val Roja e verso Mentone

Il settore più a sud di tutto il fronte era quello che i francesi tennero di più in considerazione e fu quello dove maggiore era la concentrazione di fortificazioni e truppe: uno sfondamento italiano verso le valli del Vésubie e del Tinée-Var poteva potenzialmente progredire sulla Costa Azzurra e quindi verso Mentone, Cap Martin e la città di Nizza. Le operazioni in quota si rivelarono subito molto ardue, perché come in tutto il settore operativo della 1ª Armata il sistema francese era efficacissimo e dotato di molti capisaldi, posizionati in punti strategici, in grado di battere d'infilata i punti già delicati di tutto il fronte.
In alta val Roia il III Corpo di Mario Arisio, con il grosso delle truppe ancora a fondovalle, attaccò solo il 23; gli italiani giunti a contatto con le prime difese francesi si fermarono scontando la ormai consueta mancanza di fuoco d'artiglieria. Le piccole avanzate furono fatte a costo di azioni ardite, come nel caso degli alpini del "Val Venosta" che conquistarono la posizione di Croix de Tremenil ma non riuscirono a mantenerla, o come il caso di alcune pattuglie del battaglione "Val d'Adige" che, dopo essersi avvicinate alle posizioni fortificate di Saint-Nicholas furono costrette a ritirarsi il 24 fino al punto di partenza. Di fatto il sistema di capisaldi francesi formato dalle opere di Saint-Nicholas, Saint-Martin-Vésubie, Saint-Sauveur-sur-Tinée, Lantosque bloccò gli italiani sul posto, senza concedere alcuna avanzata nel settore.
Il settore più meridionale dell'intero fronte alpino, corrispondente alla media e bassa val Roja, era di responsabilità del generale Gambara. Con il XV Corpo d'armata aveva il compito di avanzare lungo due direttrici: una verso il mare per puntare su Mentone e Cap Martin e in seguito verso Nizza, l'altra verso l'interno con un movimento in quota che avrebbe permesso alle truppe italiane di scendere verso la Valle Roja e la Vallée de Vésubie, per poi ricongiungersi con le truppe lungo la costa. L'avanzata verso il litorale venne subito bloccata, la 37ª Divisione fanteria "Modena" non riuscì ad arrivare nemmeno a Sospel e la 5ª Divisione fanteria "Cosseria" venne arrestata poche centinaia di metri dopo aver superato il confine lungo la via Aurelia: «Sono giorni di combattimenti solo tentati» ricordò amaramente il gerarca Bottai. Ovunque l'avanzata delle truppe italiane fu respinta con relativa facilità; nemmeno l'utilizzo di tre treni corazzati, posizionati nelle gallerie nei pressi dei Giardini botanici Hanbury a supporto delle truppe lungo la costa, ebbe successo. Il 21 un primo treno armato uscì dalla galleria sotto i giardini alle 09:51, iniziando a battere le postazioni nemiche a Cap Martin, ma dopo mezz'ora il tiro di controbatteria francese mise fuori combattimenti due dei quattro pezzi da 152 mm del treno, che dovette ritirarsi nella galleria. Una nuova sortita intorno alle 13:00 si rivelò ancor più negativa dato che le batterie francesi erano già pronte, così il treno fu nuovamente ritirato dopo gravi danni. Gli altri due treni disponibili, vista l'esperienza negativa, si limitarono a tiri indiretti rimanendo in posizione coperta.
Con le trattative di armistizio già in atto, Mussolini da Roma ingiunse a Gambara di raggiungere a tutti i costi un risultato politicamente spendibile: «Mussolini, vorrebbe ritardare il più possibile la firma dell'armistizio con i francesi nella speranza che Gambara arrivi a Nizza. Sarebbe una buona cosa, ma arriveremo in tempo?» annotò Ciano nel suo diario il 21 giugno. Galvanizzato dal contatto con il Duce, Gambara progettò un'azione di sbarco anfibio dietro le linee francesi a Cap Martin: a Sanremo vennero concentrate alcune imbarcazioni con motori fuoribordo e nella notte tra il 23 e il 24 alcune camicie nere furono caricate su otto barconi, decisione questa di difficile comprensione dato che erano a disposizione i fanti della "San Marco" addestrati proprio per questo genere di azioni. Il tentativo di sbarcò fallì miseramente: vento e mare mosso resero le imbarcazioni ingovernabili e, dopo aver rischiato più volte il naufragio, il comandante rinunciò all'azione rientrando in porto.
Lungo la costa ligure le truppe della "Cosseria" furono seccamente bloccate dallo sbarramento francese nei pressi della strettoia di Ponte San Luigi, al confine tra la Liguria e la Francia; solo il giorno 23 una colonna della "Modena" scesa dalle montagne riuscì a entrare a Mentone, occupata giusto poche ore prima della firma dell'armistizio. Il 24 giugno, in pratica l'ultimo giorno di combattimento, la linea difensiva francese era stata appena toccata nei suoi avamposti. Ovunque le truppe presidiavano intatte le loro postazioni e la loro prima linea di resistenza non era nemmeno stata scalfita, come ammise persino lo stato maggiore italiano nei suoi studi: «Soltanto contro di essa ci sarebbe stata la vera battaglia di rottura; la quale invece non ci fu né poteva esserci [...] Nell'avanzata ci furono momenti di esitazione e di sosta e accenni a ripiegamenti; fatto naturale se si pensa che i collegamenti erano incerti e che ai comandi stessi dei reparti che avanzavano venne spesso a mancare, per il maltempo, la visione diretta degli avvenimenti; e se si pensa inoltre che nei reparti erano soldati di classi giovani i quali venivano per la prima volta sottoposti all'azione del fuoco nemico su costoni e pendii interamente battuti, su passaggi obbligati e per di più aspri e difficili, senza possibilità di defilarsi».

### L'armistizio

La spartizione dei territori francesi dopo gli armistizi di Compiègne e Villa Incisa

Dopo aver ricevuto la domanda di armistizio formulata dal governo francese il 16 giugno, Adolf Hitler si affrettò a convocare a Monaco di Baviera il suo alleato italiano per stabilirne le condizioni. Nel pomeriggio del 18 giugno si trovarono nel Führerbau Hitler, Joachim von Ribbentrop e il generale Wilhelm Keitel, capo dell'OKW, per parte tedesca, mentre da parte italiana Mussolini si fece accompagnare dal conte Ciano e dal generale Mario Roatta, sottocapo di stato maggiore dell'esercito. La delegazione italiana - dopo aver preparato la bozza direttamente sul treno che la stava conducendo a Monaco di Baviera - presentò ai tedeschi un promemoria inteso a stabilire a grandi linee il punto di vista italiano sulle condizioni d'armistizio con la Francia, nel quale si richiedeva: la smobilitazione dell'esercito francese in tutti i teatri d'operazione sino ai suoi organici di pace; la consegna di tutto l'armamento collettivo; l'occupazione della Francia meridionale sino alla linea del Rodano, con teste di ponte a Lione, Valenza e Avignone; l'occupazione della Corsica, della Tunisia, del dipartimento algerino di Costantina e della Somalia francese; la facoltà di occupare in qualunque momento tutti i punti strategici e gli impianti esistenti in Francia e nei territori coloniali o sottoposti a mandato, ritenuti necessari per rendere possibili le operazioni militari o per mantenere l'ordine; l'occupazione delle basi militari marittime di Algeri, Orano (Mers-el-Kébir) e Casablanca e facoltà di occupare Beirut; la consegna immediata delle flotte navale e aerea; la consegna del materiale ferroviario che si trovava, all'atto della conclusione dell'armistizio, nel territorio occupato; l'obbligo di non procedere a distruzioni o danneggiamenti degli impianti fissi o mobili esistenti nei territori contemplati dalle precedenti clausole e di lasciarvi tutti gli approvvigionamenti disponibili; la denuncia dell'alleanza con il Regno Unito e l'immediato allontanamento delle forze britanniche operanti in territori metropolitani o coloniali francesi; il disarmo e scioglimento delle formazioni militari straniere operanti in Francia.
Hitler approvò le pretese italiane riguardanti le occupazioni di territorio francese, mentre per la consegna della flotta i tedeschi sollevarono l'obiezione che i francesi si sarebbero rifiutati e avrebbero preferito farla passare sotto bandiera britannica, con conseguenze disastrose. Secondo i tedeschi sarebbe stato meglio esigere una neutralizzazione controllata, sia in porti francesi sia in porti neutrali possibilmente spagnoli, tenendo i vinti nella speranza di recuperarla una volta firmata la pace: Mussolini finì per associarsi a questo punto di vista. Il 22 giugno la delegazione francese firmò le clausole dell'armistizio con i tedeschi e alla lettura dell'articolo 23, che imponeva la firma di un analogo armistizio con l'Italia, il generale Charles Huntziger disse preoccupato: «Gli italiani potrebbero chiederci con un sovrapprezzo del tutto ingiustificato anche ciò che voi non ci avete chiesto. L'Italia ci ha dichiarato guerra ma non ce l'ha fatta».

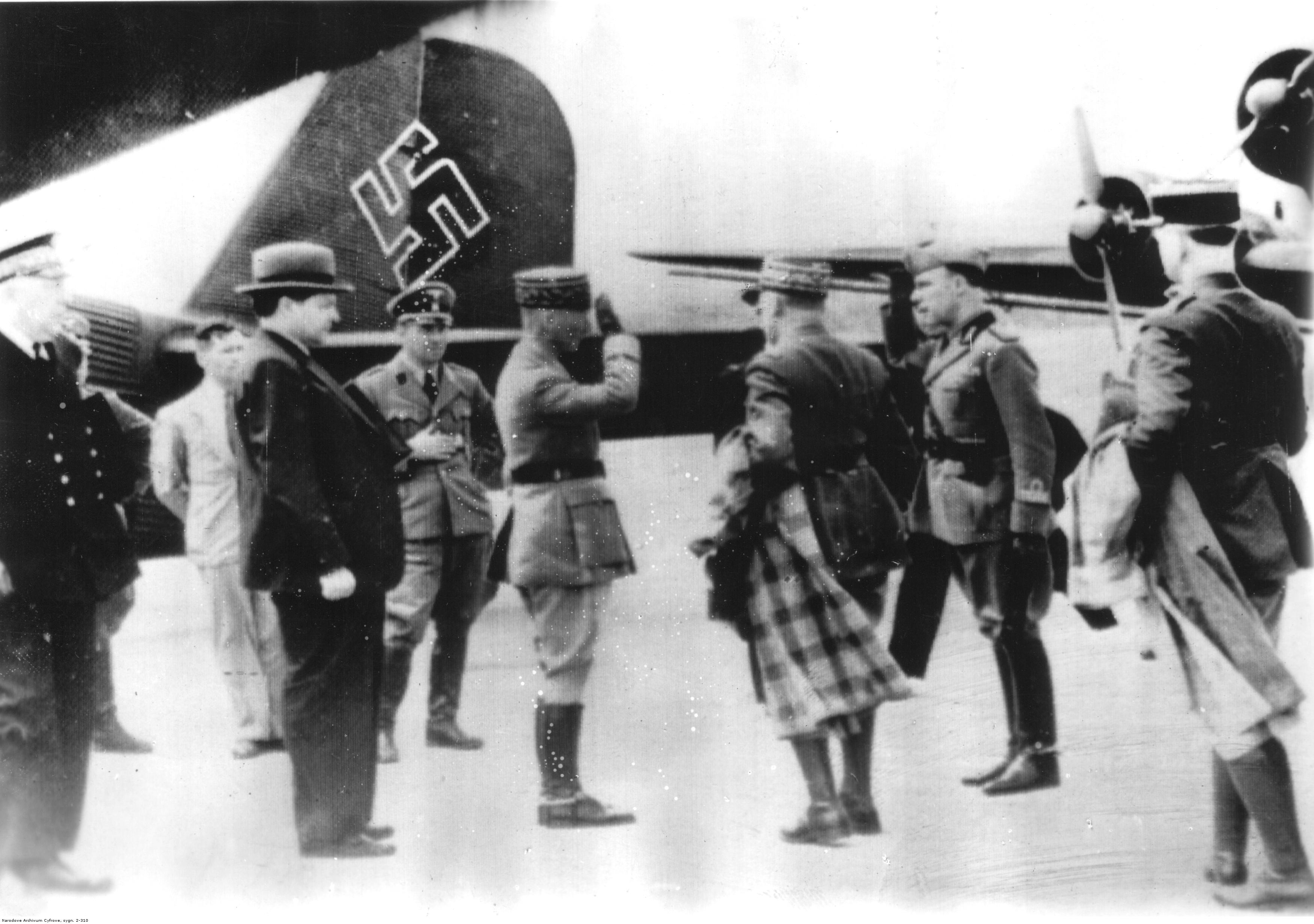
La delegazione francese arriva a Roma per la firma dell'armistizio con l'Italia; tra gli altri si riconoscono il generale Charles Huntziger (al centro mentre saluta), l'ambasciatore Leon Noel (dietro di lui, con indosso un cappello) e il viceammiraglio Maurice Leluc (primo a sinistra)

Il 21 giugno Badoglio impartì le direttive per compilare la bozza da presentare al Duce e si misero al lavoro gli stessi personaggi che avevano preparato il promemoria sul treno per Monaco: Mario Roatta, il contrammiraglio Raffaele de Courten e il generale dell'aeronautica Egisto Perino, ai quali inspiegabilmente non fu associato alcun dirigente del ministero degli Esteri. I delegati ignoravano il testo dell'armistizio tedesco e confusero le vaghe promesse su acquisizioni di territori, ai limiti, molto più ristretti dell'imminente armistizio. La richiesta quindi, ricalcando la bozza del 18 giugno, fu praticamente improponibile, soprattutto rispetto a quanto stava accadendo sul campo di battaglia e alle risibili operazioni della marina e dell'aviazione. Nella serata del 21 Mussolini convocò Badoglio e Roatta a Palazzo Venezia, per comunicare loro che le condizioni previste nella bozza di armistizio sarebbero state modificate. La zona di occupazione italiana sarebbe stata limitata ai soli territori che le truppe avrebbero effettivamente conquistato; l'occupazione fino al Rodano, della linea di comunicazione con la frontiera spagnola e di Corsica, Tunisia, dell'Algeria orientale e delle basi di Algeri, Mers el-Kébir, Casablanca e Beirut (previste nel testo dello stato maggiore) furono annullate.
Il giorno successivo cominciarono a Roma le trattative per l'analogo documento italo-francese. La delegazione francese ovviamente ignorava che Mussolini aveva aderito al punto di vista di Hitler per quanto riguardava la consegna della flotta e, per il timore di ulteriori ricatti, con l'approvazione del maresciallo Pétain, l'ammiraglio François Darlan inviò agli ammiragli Jean-Pierre Esteva, Émile Duplat e Marcel Gensoul un telegramma che invitava a lanciare azioni a corto raggio contro i punti sensibili del litorale italiano, se le condizioni imposte fossero state inaccettabili. È indiscutibile che i francesi avessero accettato passivamente l'armistizio con la Germania per paura di ulteriori avanzate, ma si presentarono a Roma con salde intenzioni di non accettare in toto quello con l'Italia, fiduciosi di poter ancora trattenere sulle Alpi il Regio Esercito e di trarre vantaggi da questa situazione. Ogni timore si rivelò infondato fin dai primi contatti con Badoglio, Roatta e Cavagnari, i quali si dimostrarono subito disponibili e concilianti, anche perché il Duce aveva rinunciato alle enormi pretese manifestate nel promemoria di Monaco. Gli italiani si limitarono a domandare l'occupazione del territorio metropolitano e coloniale conquistato con le proprie forze al momento del cessate il fuoco, imponendo tuttavia la demilitarizzazione di una zona di 50 chilometri dalle posizioni raggiunte e valida per Francia, Tunisia, Algeria e Somalia francese. Le basi navali di Tolone, Ajaccio, Biserta e Mers-el-Kébir subirono lo stesso trattamento, ma non fu avanzata nessuna richiesta sulla flotta navale e nemmeno su quella aerea. Fu anche soppresso l'articolo in cui si chiedeva al governo francese la consegna degli esiliati politici italiani.
Nel tardo pomeriggio del 24 giugno l'accordo di massima tra le due parti era già stato raggiunto e l'armistizio franco-italiano venne firmato dal generale Huntziger e dal maresciallo Badoglio a Villa Incisa, nella campagna romana, alle 19:35. La fine delle ostilità tra la Francia, la Germania e l'Italia entrò in vigore alle ore 00:35 di martedì 25 giugno 1940 (01:35 ora italiana). L'inattesa moderazione delle condizioni italiane durante le trattative ebbe riconoscimenti unanimi da parte francese, tanto che lo storico Jacques Benoist-Méchin, nel suo Soixante jours qui ébranlèrent l'occident, scrisse: «La volontà degli italiani di mostrarsi concilianti è evidente. Il maresciallo Badoglio accetta numerose modificazioni di forma e fa una serie di concessioni, alcune delle quali importanti» e «Quando le due delegazioni si separano l'emozione è generale»; gli italiani vollero quindi rendere più indolore possibile la cosiddetta «pugnalata» (coup de poignard).

## Bilancio e conclusioni

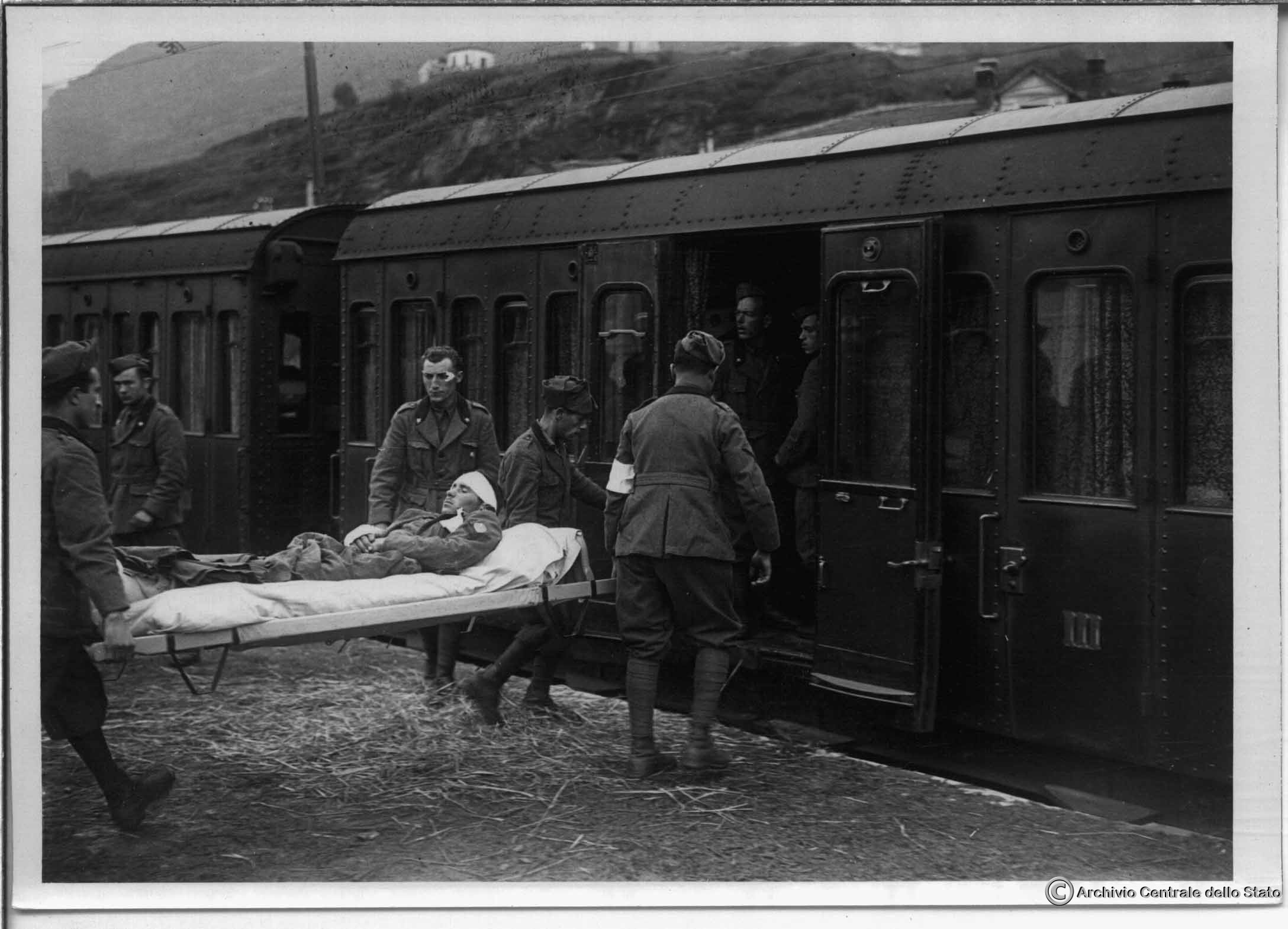
Un ferito viene evacuato con una tradotta alla stazione di Susa, 25 giugno 1940

Durante la battaglia delle Alpi Occidentali gli italiani ebbero 631 morti (59 ufficiali e 572 soldati), 616 dispersi e 2 631 tra feriti e congelati, a dimostrazione delle insufficienze dell'equipaggiamento in dotazione. I francesi catturarono 1 141 prigionieri che restituirono immediatamente dopo l'armistizio, ma i negoziatori francesi dimenticarono i prigionieri catturati dagli italiani (o non furono in condizioni di richiederne il rilascio), che furono spediti nel campo di Fonte d'Amore, vicino a Sulmona. Qui furono poi internati 200 militari britannici e 600 greci e, probabilmente, tutti costoro finirono nelle mani dei tedeschi dopo l'armistizio di Cassibile. Da parte francese si ebbero, secondo fonti italiane, 20 morti, 84 feriti, 150 dispersi e un numero ufficiale di prigionieri di guerra di 155. Le cifre sono leggermente diverse secondo fonti francesi, le quali riportano 37 morti e 62 feriti, ma confermano i prigionieri.
Se paragonate alle contemporanee vittorie tedesche, le conquiste italiane non furono altro che uno smacco e una delegittimazione del fascismo e della sua retorica guerriera. La propaganda cercò in ogni modo di giustificare i modesti risultati affermando che «i francesi avevano opposto agli italiani una resistenza più accanita di quella incontrata dai tedeschi sul fronte occidentale» e attribuendo all'intervento italiano la causa decisiva del crollo della Francia, definito una «splendida vittoria». I giornalisti radiofonici dell'EIAR come Giovanni Battista Arista e Vittorio Cramer si alternarono alla lettura di dichiarazioni trionfalistiche ma, non potendo porre l'accento sulle conquiste, calcarono sulla rapidità della vittoria, sulla sconfitta totale del nemico e sulla stima dell'alleato tedesco. Ciò facilitò il diffondersi di voci entusiaste prima dell'annuncio dell'armistizio, come l'occupazione dei porti tunisini e algerini, ma quando l'opinione pubblica venne a sapere delle vere condizioni di pace, nel Paese si diffuse un certo senso di delusione. La stampa cercò di correre ai ripari con esagerate descrizioni dell'eccellenza delle fortificazioni nemiche e del numero dei difensori, ma la realtà era molto diversa: venti divisioni italiane, fronteggiate da appena sei divisioni francesi, non erano riuscite a intaccare le difese avversarie in nessun punto del fronte. È perciò difficilmente confutabile il rapporto del generale Olry il quale, mentre i governi dei due Paesi firmavano l'armistizio, scrisse: «La battaglia difensiva è stata sicuramente vinta». A conferma di ciò si espresse anche il conte Ciano, che commentò come fortunatamente l'armistizio era arrivato giusto in tempo per salvare le apparenze.

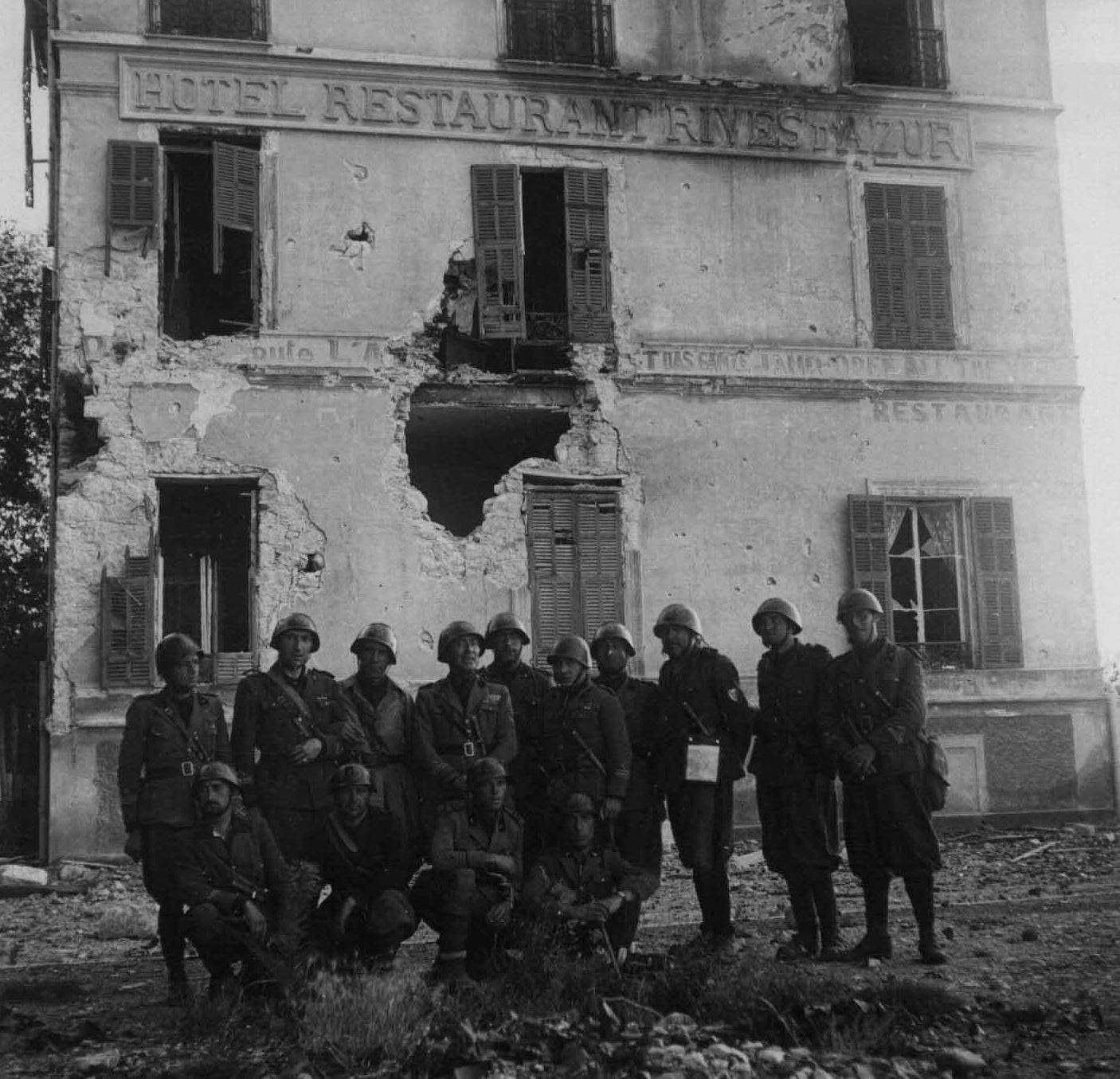
Truppe italiane nella città di Mentone appena occupata, giugno 1940

Le modalità con cui furono condotte le trattative di pace coprì, in parte, la totale insipienza con cui i comandi militari programmarono la battaglia e il proseguimento della guerra, che si pensava ormai terminata. Si palesò una completa mancanza di una direzione politica precisa; la dichiarazione di guerra era avvenuta senza che nessuno avesse pensato in anticipo agli obiettivi da conseguire e senza che ci fosse un'idea precisa sul da farsi, durante e dopo la battaglia. Mussolini e i comandi decisero di attaccare sulle Alpi, ossia il punto meno importante e più difficile in cui l'Italia potesse iniziare la sua campagna militare nel Mediterraneo; non si pensò alla Tunisia, il cui possesso avrebbe significato il controllo assoluto dello stretto di Sicilia e delle comunicazioni fra il Mediterraneo occidentale e orientale (solo all'ultimo momento delle trattative l'ammiraglio Cavagnari riuscì a far passare la clausola di smilitarizzazione dei porti francesi); non si pensò nemmeno di chiedere l'utilizzo dei porti di Biserta e Tunisi, che avrebbero assicurato i collegamenti con la Libia. Completamente dimenticata fu la marina mercantile, il che significò la perdita di ben 212 navi (pari a 1 616 637 tonnellate di stazza) che, al momento della dichiarazione di guerra, si trovavano all'estero; Roma si privò dunque di una quota importante di naviglio esattamente all'inizio della battaglia del Mediterraneo. Questi mancati guadagni territoriali e cattive decisioni, che si rivelarono fatali per le sorti dell'esercito italiano, contribuirono ad accrescere nell'opinione pubblica italiana e anche in certi ambienti fascisti la delusione e le critiche soprattutto legate alla mancata occupazione di Nizza e della Tunisia. Secondo lo storico ed ex-militare del Regio Esercito Emilio Faldella, però, c'è da considerare che in quel particolare momento storico Mussolini era convinto che la guerra sarebbe finita entro pochissimo tempo e non valutò l'importanza a lungo termine della Tunisia in relazione ai traffici navali con la Libia, perché non aveva idea dello sviluppo che le operazioni avrebbero assunto in Nordafrica.
Eppure durante l'incontro di Monaco del 18 giugno Hitler aveva approvato quasi del tutto le spropositate richieste territoriali di Mussolini, che peraltro comprendevano proprio i domini francesi nel Mediterraneo, ossia la Tunisia, ma anche Cipro e Creta. Inaspettatamente però, dopo poche ore dall'incontro, il dittatore italiano cambiò idea e dichiarò di non voler più avanzare alcuna rivendicazione a carico della Francia. Con questa mossa teatrale Mussolini rinunciò a quella che il generale Giovanni Messe chiamò «l'unica opportunità mai offerta nei tempi moderni all'Italia di conquistare un dominio effettivo sul Mediterraneo».

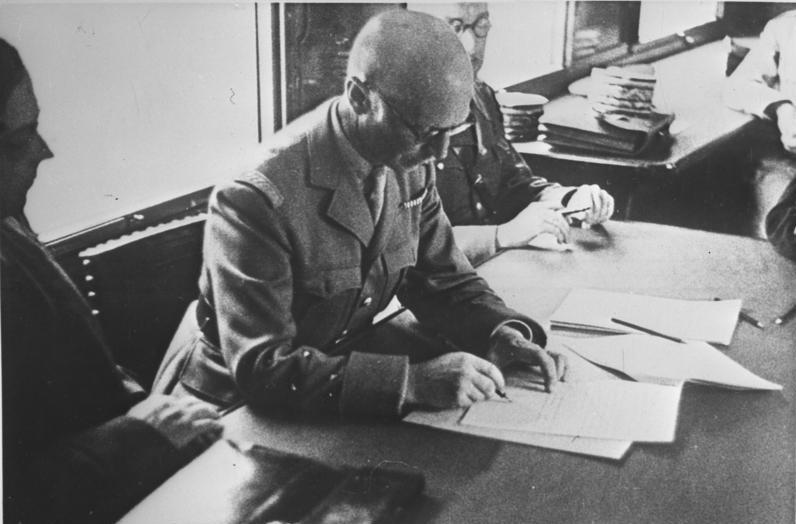
Il generale Huntziger firma l'armistizio di Compiègne con i tedeschi, 22 giugno 1940

In seguito lo stesso Mussolini costruì la leggenda che a Monaco fu costretto dai tedeschi ad abbandonare le sue rivendicazioni nel Mediterraneo: nella realtà furono gli stessi tedeschi a essere sorpresi nel vedere che l'Italia non attuava gli accordi presi a Monaco. L'addetto militare presso l'ambasciata tedesca a Roma, Enno von Rintelen, scrisse che « [...] in coerenza con le decisioni di Monaco, le condizioni italiane furono molto moderate». Secondo lo storico britannico Denis Mack Smith una spiegazione del possibile cambiamento di rotta di Mussolini fu che egli si sentisse, semplicemente, imbarazzato nel realizzare così colossali guadagni senza aver fatto quasi nulla per meritarseli, o forse vide nella moderazione con la Francia il modo di non inimicarsela completamente in una Europa egemonizzata dalla Germania. In linea con questa interpretazione si espresse anche lo storico Renzo De Felice, il quale però scrisse che uno dei fattori che fecero cambiare idea a Mussolini fu la tendenza dei tedeschi non tanto a far valere i loro argomenti contrari a una occupazione totale del territorio francese e al trattamento della flotta (dei quali era difficile negare la validità) bensì il loro del tutto inatteso atteggiamento contrario a un armistizio punitivo. Il Duce, che fino al suo viaggio a Monaco era deciso a imporre alla Francia un armistizio molto duro, quando venne a conoscenza delle condizioni d'armistizio che i tedeschi avevano presentato ai francesi capì che gli alleati non avevano alcun interesse nel Mediterraneo e iniziò a temere che la Germania non agisse nei confronti della Francia sulla base di considerazioni tattiche, ma puntasse a una riconciliazione, della quale l'Italia avrebbe fatto le spese sotto tutti i profili. Da qui il cambiamento di posizione di Mussolini che, per impedire un futuro riavvicinamento tra Germania e Francia, decise di mostrarsi ancor meno intransigente così «da non gettare Pétain nelle braccia di Hitler», e al tempo stesso cercare di compiacere il Führer, in modo da rendergli più difficile venir meno agli impegni presi con lui. Lo storico Gianni Oliva ha spiegato la posizione morbida di Mussolini con il timore che tra Francia e Germania potesse sorgere una riconciliazione a danno dell'Italia e che il governo Pétain potesse aprire spazi per un insediamento tedesco in Nordafrica. Anche per Faldella la decisione di Mussolini di occupare solo i territori conquistati con le proprie forze fu in parte dettata dal desiderio del Duce di non inimicarsi l'animo dei francesi. Faldella però rimarcò come l'atteggiamento di Mussolini fosse stato assai influenzato dalla decisione di Hitler di tenere distinti i due armistizi, che fece crescere in lui la sensazione di non avere l'autorità morale di imporre dure condizioni di armistizio senza la complicità tedesca.

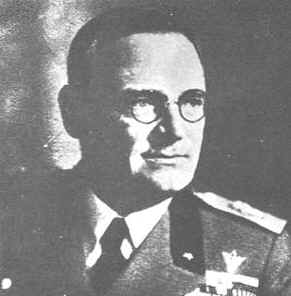
Il generale Ubaldo Soddu, sottocapo di stato maggiore, nel 1940

I termini dell'armistizio delusero un po' tutti, ma ciò che mancò all'indomani della battaglia delle Alpi fu un'analisi obiettiva di ciò che era emerso nei pochi giorni di combattimento. Il Regio Esercito schierato al fronte nel giugno del 1940 era carente dei suoi migliori quadri, sottratti alle unità mobilitate per andare a istruire l'enorme massa di reclute che era affluita nelle caserme alla dichiarazione di guerra. Ne risultò che solo un terzo del contingente in armi era costituito da personale abbastanza preparato e istruito, mentre il resto si trattava di reclute poco e per nulla addestrate e ancora non amalgamate ai reparti: un totale di 1,6 milioni di uomini mobilitati distribuiti in 73 divisioni, di cui appena 19 considerate complete, 34 efficienti ma incomplete e 20 poco efficienti, con carenza di armi, automezzi e ranghi al 40%. A queste deficienze qualitative della truppa si aggiunsero i limiti della catena di comando. Sul fronte alpino il vertice del Gruppo d'armate Ovest era rappresentato da Umberto di Savoia, ma il suo era un incarico formale assegnato per coinvolgere la casa regnante nel conflitto; il principe ereditario non aveva né le competenze né l'autorevolezza per dirigere tale incarico. L'effettivo comando venne assunto dal generale Graziani, una personalità autoritaria con esperienze di guerra coloniale contro nemici inferiori, ma senza nessuna esperienza su teatri di guerra europei contro eserciti moderni. Il generale Ubaldo Soddu, in qualità di sottocapo di stato maggiore, era inferiore di grado a Graziani ma, in quanto sottosegretario alla Guerra, era l'ufficiale più vicino a Mussolini, con il quale aveva contatti frequenti: sin dal primo incontro tra Graziani e Soddu a Bra, a fine maggio, emersero diffidenze e sospetti; Soddu era percepito come un intruso venuto a esercitare un controllo occulto sulle operazioni al fronte e come tale venne emarginato da Graziani, mentre da parte sua Soddu giudicava Graziani come un generale velleitario privo di visione strategica, incapace di prendere decisioni immediate sul campo di battaglia. Le frizioni tra i due portarono a continue richieste di chiarimenti con il capo di stato maggiore generale Badoglio e con il principe Umberto, in un accavallarsi di telegrammi e telefonate che occupavano le linee di comunicazione già di per sé insufficienti – nessuno si era preoccupato di predisporre le telecomunicazioni tra Roma e il fronte per i carichi di guerra, così tra il comando Gruppo armate Ovest e Roma vi era una sola linea telefonica. A tutto ciò si aggiunse l'atteggiamento proteso al successo personale di generali come Guzzoni e Gambara e le continue interferenze di Roma. L'impressione complessiva fu di diffuso disordine, accentuato dall'inesistente cooperazione interarma: la marina aveva praticamente abbandonato il Mar Ligure e i porti dell'Italia settentrionale, l'aeronautica schierò al fronte appena 285 apparecchi la cui partecipazione fu insignificante. Dunque ogni arma agì autonomamente nel timore che il coordinamento significasse perdita d'autonomia; il comando supremo non ebbe né l'autorevolezza né la volontà di imporsi, in un crescendo di contraddizioni e silenzi che peggiorarono la situazione per le truppe al fronte e per i civili nelle retrovie.
Questo disordine fu evidenziato dalle «tragicomiche» direttive operative dei primi giorni di guerra. I francesi sentirono l'intervento italiano come una pugnalata alla schiena, ma le truppe italiane iniziarono la guerra con l'ordine di sparare solo se attaccate e di presidiare il fondovalle; nel frattempo Torino veniva bombardata dagli aerei britannici e Genova dalla marina francese. Il 17 giugno Pétain iniziò le trattative di resa con i tedeschi e lo stesso giorno Roatta, da Roma, emanò ordini tassativi che non gli competevano: «Stare alla calcagna del nemico. Audaci. Osare. Precipitarsi contro», contraddetto poche ore dopo da Graziani: «Le ostilità con la Francia sono sospese». Le oscillazioni di Mussolini sono note: convinto inizialmente di poter ottenere enormi guadagni senza sparare un colpo, dovette poi rendersi conto che la resistenza francese era tale che avrebbe ottenuto soltanto il terreno occupato dalle sue truppe. E solo dieci giorni dopo l'inizio delle ostilità diede l'ordine di attaccare. La fortuna per il regime fu che la battaglia delle Alpi durò pochi giorni e non ci fu il tempo perché le contraddizioni, le gravi mancanze e le improvvisazioni venissero alla luce in modo evidente. Un'analisi obiettiva dell'accaduto tra i vertici militari avrebbe forse portato a un ripensamento della strategia complessiva del regime, ma l'autocritica non era nelle corde dei protagonisti e dei vertici militari. Così, nonostante la consapevolezza che l'Italia non avrebbe potuto sostenere una guerra lunga, le scelte del momento e l'indeterminatezza degli obiettivi fecero sì che il destino del regime e del Paese si legassero sempre di più a quello della Germania nazista, con tutte le conseguenze del caso.

### Esplicative
1. ↑  La flotta francese in quel momento non poté fare di più a causa dell'insufficienza della sua aviazione nel Mediterraneo, che non garantiva adeguata copertura e difesa della costa, e per l'incombente sconfitta che obbligava i comandi a salvare la flotta. Vedi: Bocca, pp. 152-153
2. ↑  Supermarina giustificò in tal senso la mancata difesa del golfo di Genova, che derivava proprio dal gravoso impegno che la flotta italiana si stava sobbarcando nella difesa delle vie di comunicazione tra l'Italia, l'Africa e il Dodecaneso. Vedi: Bocca, p. 153.
3. ↑  Da parte tedesca ci fu un discorso strategico tendente a porre in primo piano l'opportunità di raggiungere con i francesi un effettivo armistizio, che isolasse completamente il Regno Unito e potesse contribuire a spingerlo sulla strada di una trattativa di pace. In questo ambito furono esercitate pressioni sulla questione della flotta e di un'eventuale occupazione armistiziale italo-tedesca di tutto il territorio francese. Ma né a Monaco né dopo i tedeschi fecero obiezioni riguardo alle richieste italiane di occupare determinati territori in Francia o in Africa. Vedi: De Felice II, pp. 130-131.

### Bibliografiche
1. 1 2  Bocca, p. 147.
2. 1 2 3 4  Rochat, p. 248.
3. 1 2 3 4  Rochat, p. 250.
4. ↑  Giorgio Bocca parla di 631 morti e stima in 2 631 sia i feriti che i congelati; per lo storico Giorgio Rochat, invece, quella cifra comprenderebbe solo i feriti e afferma che i morti ufficiali sarebbero 642. Vedi: Bocca, p. 161 e Rochat, p 250.
5. ↑  A cui vanno sommati i 12 morti tra l'equipaggio del cacciatorpediniere Albatros. Vedi:  Carlo Alfredo Clerici, La difesa costiera del Golfo di Genova, in Uniformi & Armi, settembre 1994,  pp. 35-41.
6. 1 2   Giorgio Rochat, La campagne italienne de juin 1940 dans les Alpes occidentales, in Revue historique des armées, vol. 250, 2008,  pp. 77–84, in 29 paragrafi online. Paragrafo 19.
7. ↑  Bocca, pp. 126-128.
8. ↑  De Felice, p. 794.
9. ↑  De Felice, p. 795.
10. ↑  Bocca, pp. 50-53.
11. 1 2  Rochat, p. 239.
12. ↑  Rochat, p. 240.
13. ↑  De Felice, p. 798.
14. ↑  De Felice, pp. 799-801.
15. ↑  De Felice, p. 803.
16. ↑  De Felice, p. 804.
17. ↑  De Felice, p. 818.
18. ↑  De Felice, p. 824.
19. ↑  De Felice, p. 834.
20. ↑  De Felice, pp. 837-838.
21. ↑  De Felice, pp. 840-841.
22. ↑  Bocca, pp. 144-145.
23. 1 2 3  Bocca, p. 146.
24. ↑  Oliva, p. 24.
25. ↑  Oliva, p. 26.
26. ↑  Oliva, pp. 28-29.
27. ↑  Oliva, pp. 30-31.
28. ↑  Oliva, pp. 34-35.
29. ↑  Oliva, pp. da 65 a 67.
30. ↑  Oliva, pp. 67-68.
31. ↑  Oliva, p. 69.
32. ↑  Oliva, pp. 70-71.
33. ↑  Oliva, p. 71.
34. ↑  Faldella, p. 76.
35. ↑  Faldella, pp. 77-78.
36. ↑  Rochat, pp. 240-241.
37. ↑  Rochat, pp. 242-243.
38. ↑  Rochat, p. 244.
39. ↑  Faldella, pp. 165-166.
40. 1 2  Rochat, p. 243.
41. ↑  Rochat, pp. 247-248.
42. ↑  Bauer, p. 188.
43. ↑  Bocca, p. 149.
44. 1 2  Faldella, p. 176.
45. 1 2 3 4  Rochat, p. 249.
46. ↑  Bocca, pp. 147-148.
47. 1 2   Giorgio Rochat, La campagna delle Alpi. Giugno 1940, in Quaderni savonesi, n. 20, Isrec, maggio 2010.
48. ↑  Bocca, p. 144.
49. ↑  Oliva, p. 37.
50. 1 2  Bauer, p. 236.
51. ↑  Oliva, pp. 38-39.
52. ↑  Bocca, p. 145.
53. ↑  Bocca, p. 150.
54. ↑  Oliva, p. 79.
55. ↑  Oliva, pp. 80-81.
56. ↑  Oliva, p. 47.
57. ↑  Oliva, p. 51.
58. ↑  Bocca, p. 151.
59. ↑  Faldella, p. 168.
60. ↑  Bagnasco, pp. 56-57.
61. ↑  Bocca, p. 152.
62. ↑  Bocca, p. 153.
63. ↑  Oliva, p. 59.
64. ↑  Faldella, p. 169.
65. 1 2  Oliva, p. 83.
66. ↑  Faldella, pp. 169-170.
67. 1 2  Massimello-Apostolo, pp. 11-12.
68. ↑  Florentin, p. 54.
69. ↑  Shores, p. 19.
70. ↑  O'Hara, pp. 12-16.
71. ↑  Harvey 1990, p. 451.
72. ↑  Harvey 1985, pp. 37-38.
73. ↑  Harvey 2009, p. 97.
74. 1 2  Rochat, p. 251.
75. ↑  Faldella, p. 170.
76. ↑  Bocca, p. 154.
77. ↑  Faldella, p. 171.
78. 1 2  Bocca, pp. 154-155.
79. ↑  Bauer, p. 224.
80. 1 2 3  Bocca, p. 156.
81. ↑  Faldella, p. 175.
82. ↑  Faldella, p. 178.
83. ↑  Oliva, p. 101.
84. ↑  Faldella, pp. 178-179.
85. ↑  Oliva, p. 103.
86. ↑  Oliva, p. 104.
87. 1 2  Bocca, pp. 156-157.
88. ↑  Oliva, pp. 106-107.
89. ↑  Oliva, pp. 108-109.
90. ↑  Oliva, p. 109.
91. ↑  Oliva, p. 110.
92. ↑  Oliva, pp. 112-113.
93. ↑  Oliva, p. 115.
94. ↑  Oliva, pp. 118-119.
95. ↑  Fenoglio, p. 84.
96. ↑  Oliva, pp. 120-124.
97. ↑  Oliva, pp. 124-125-129.
98. ↑  Oliva, p. 131.
99. ↑  Oliva, p. 132.
100. ↑   Il Regio Esercito al 10 giugno 1940 - Gruppo d'armate Ovest, su xoomer.virgilio.it. URL consultato il 21 dicembre 2020.
101. ↑  Oliva, pp. 133-134.
102. ↑  Oliva, pp. 134-135.
103. ↑  Oliva, p. 136.
104. ↑   Diego Vaschetto, Alpini. Storia e mito, Torino, Edizioni del Capricorno, 2011,  p. 165, ISBN 978-88-7707-129-3.
105. ↑  Oliva, 137.
106. ↑  Oliva, pp. 139-144.
107. ↑  Oliva, pp. 140-142.
108. ↑  Oliva, p. 143.
109. ↑  Bocca, p. 159.
110. ↑  Oliva, p. 144.
111. ↑  Oliva, pp. 145-146.
112. ↑  Oliva, pp. 146-147.
113. ↑  Bocca, p. 160.
114. ↑  Oliva, p. 147.
115. 1 2  Bocca, p. 161.
116. ↑  Bauer, pp. 222-223.
117. ↑  Bauer, p. 223.
118. ↑  Oliva, pp. 151-152.
119. ↑  De Felice II, p. 128.
120. ↑  Bauer, pp. 227-228.
121. ↑  Faldella, p. 191.
122. ↑  Bauer, p. 229.
123. ↑  Bauer, p. 230.
124. ↑  Bauer, p. 231.
125. ↑  Bauer, pp. 230-231.
126. 1 2  Mack Smith, p. 278.
127. ↑  Oliva, pp. 159-160.
128. ↑  Bocca, p. 163.
129. ↑  Bocca, pp. 162-163.
130. ↑  Faldella, p. 193.
131. 1 2 3  Faldella, p. 197.
132. 1 2  De Felice II, p. 129.
133. ↑  Faldella, pp. 197-198.
134. ↑  Mack Smith, pp. 275-277.
135. 1 2  Mack Smith, p. 276.
136. 1 2  De Felice, p. 135.
137. ↑  De Felice II, p. 134.
138. ↑  De Felice II, p. 136.
139. ↑  Oliva, p. 153.
140. ↑  Faldella, pp. 196-197.
141. ↑  Oliva, pp. 15-18.
142. ↑  Oliva, pp. 86-87.
143. ↑  Oliva, pp. 88-89.
144. ↑  Oliva, pp. 161-162.
145. ↑  Oliva, pp. 164-165.